# 法國抵抗運動

洛林十字，由夏尔·戴高乐选定作为抵抗运动的标志

嵌有洛林十字的法国国旗，自由法国的标志

法国抵抗运动（法語：la Résistance）是在第二次世界大战期间为抵抗纳粹德国对法国的占领和维希政权的统治而组织起来的抵抗运动。抵抗运动的单位主要是武装起来的小组织（在乡村地区称“马基”），他们以游击战方式进行武装对抗，同时发行地下报纸，传递第一手情报，救助落于敌后的盟军士兵和飞行员逃出战区。参加抵抗运动的人来自法国社会各个阶层，包括流亡分子、保守的罗马天主教徒（包括牧师），以及其他持有自由主义、无政府主义或共产主义观点的人。
法国抵抗运动在霸王行动和龙骑兵行动中扮演了十分重要的角色，通过提供“大西洋壁垒”的防御状况和德国国防军序列及动向的军事情报，使得盟军能够在这两次行动之后迅速在法国境内推进，并计划、组织和执行了破坏电网、交通设施、通讯设施等活动以抵抗纳粹统治。对于战时乃至战后的法国来说，抵抗运动同时还具有很大的政治和精神意义，它抵抗对法兰西民族的威胁，以行动实现了这一民族的爱国情怀，与通敌的维希政权形成了鲜明的对比。
在诺曼底和普罗旺斯登陆之后，法国抵抗运动的准军事成分被正式组织为法國內務部隊。1944年法國內務部隊的人数有近100,000人，在此后得到快速的增长，次月数量便翻番，在同年10月便达到400,000人。虽然在组织内部存在许多政治分歧，法國內務部隊最终仍是成功的，使得法国能够在1945年5月的欧洲胜利日之前重建起一支具一定规模（120万人）的军队。

## 组织和联合

### 自由法国和内部抵抗
1940年6月18日，戴高乐将军（Charles de Gaulle）在英国广播公司（BBC）的广播中呼吁所有具有军事能力的法国人加入他在伦敦的行列。那些响应他呼吁的人被视为“自由法国”的成员或来自外部的抵抗者。
来自内部的抵抗涉及那些留在法国的人，无论是在被占领区还是自由区，他们组织起来对纳粹德国军队和维希政府的所有结构采取行动。孤立的倡议正在逐步形成，“抵抗”一词是以1943年12月出版的人类博物馆联络网公报《抵抗》名称命名的。
1940年10月，自由法国在法国大都市建立了情报网络，并于1941年10月与国内抵抗运动建立了第一次联系。1942-1943年，让·穆兰（Jean Moulin）在戴高乐将军的支持下统一了两个抵抗运动。1942年7月，为了象征“被俘法国”和“自由法国”的共同抵抗，后者更名为“战斗法国”。
从1941年开始，在各种新生抵抗团体中，可以区分两种类型的组织：网络和运动。
根据克洛德·布尔代（Claude Bourdet）的说法，“网络是一个为精确的军事工作而创建的组织，主要是情报，其次是破坏，通常也包括协助战俘，尤其是落入敌人手中的（盟军）飞行员逃跑……相反，运动的主要目标是尽可能广泛地提高认识和组织群众……”。

### 抵抗运动的统一
在占领开始时，抵抗网络和运动非常孤立；但抵抗逐渐趋于统一。然而，即使法国抵抗运动的团结结构可以以简单的线性整体呈现，也不应掩盖其统一历史之外的某些方面：
因此，由英国或美国控制的许多网络不关心抵抗运动的统一，而共产主义抵抗运动的网络只是部分关心：戴高乐特使和共产主义者之间的联系直到1942年底才建立。同样，1943年9月科西嘉岛的解放是抵抗运动最大的武装起事之一，主要是尚未加入秘密军队的FTP共产主义者和没有参与抵抗运动政治统一的吉罗主义者的工作。
抵抗的演变源于拒绝失败、拒绝占领、反对纳粹主义和法西斯主义的斗争。此外，戴高乐将军的呼吁使一些人加入了已经存在了一段时间的抵抗。然后，抵抗不再是纯粹的个体反应，变得普遍。
抵抗者与最初的核心重新集结，成为以信息为目标的运动，以制作一份秘密报纸，挫败维希政府和纳粹的宣传。
在法国北部地区，纳粹的存在使早期运动的活动非常危险：民事和军事组织、北方解放、各种抵抗和解放组织、法国独立国民阵线、保卫法国组织（以及其他许多组织）；但它们之间几乎没有联系。

法国抵抗运动的分区

抵抗运动统一的历史与让·穆兰的生平密不可分。1941年，内部抵抗开始形成，体现在南部地区，由亨利·弗勒奈（Henri Frenay）、埃曼纽尔·达斯蒂耶·德拉维热里（Emmanuel d'Astier de la Vigerie）或弗朗索瓦·德·芒通（François de Menthon）组织的运动所体现，独立于自由法国的代理人。为了维护其合法性，它需要得到内部抵抗的承认，而内部抵抗本身也需要自由法国的物质和财政支持。正是因为他明白这次会晤还有待举行，让·穆兰将在内部和外部阻力的和解中发挥决定性作用。
1939年，让·穆兰担任厄尔-卢瓦省省长，是航空部长皮埃尔·科（Pierre Cot）内阁的一员，在反法西斯圈子中建立了牢固的关系网络。早在1940年11月，他就有了与前同事加斯顿·居桑（Gaston Cusin）确定一些潜在抵抗者的想法，但直到1941年夏天，他才与亨利·弗勒奈（Henri Frenay）进行了决定性的接触，他领导了一场尚未被称为“战斗”但被称为民族解放运动的运动。他还与弗朗索瓦·德·芒通（François de Menthon）的自由运动和埃曼纽尔·达斯蒂耶·德拉维热里（Emmanuel d'Astier de la Vigerie）的南部解放运动有联系。在他为戴高乐撰写的报告中，他谈到了这三个运动，并将它们归为首字母缩写LLL。正是自由和民族解放运动的融合将产生战斗运动。
让·穆兰于1941年9月12日抵达里斯本，与SOE取得联系，然后前往伦敦，于10月25日会见戴高乐。他设法冒充三个LLL运动的代表，并代表他们寻求财政和后勤援助。穆兰还报告了与前卡古尔党上校乔治·格鲁萨尔的接触，这使他的任务更加折衷。他与不同运动的接触是真实的，但他所依赖的授权较少。

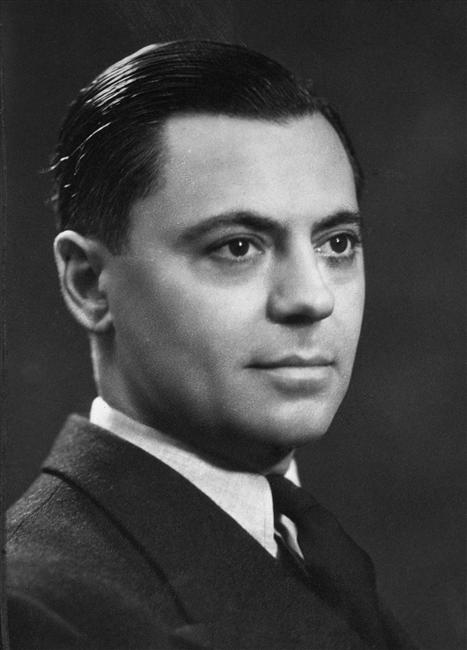
1937年的让·穆兰

这两个人之间的关系不错：左翼人士让·穆兰承认夏尔·戴高乐是一位具有传统的民主人士。将军委托他团结抵抗运动，建立一支统一的秘密军队，从而区分军事力量和政治组织。
穆兰于1942年1月1日至2日夜间进行空降，带着资金（150万法郎）用于移动和传输设备。他以机智和坚定的态度与各运动领导人合作，以获得他们对自由法国的忠诚。1942年，穆兰使用Rex的化名，之后改为Max，他专注于南法地区，在那里出现了一场新的运动，即由让-皮埃尔·雷维领导的特立独行运动。弗勒奈和达斯蒂耶这两个强大的人物之间要取得和解并不容易，穆兰和雷维经常不得不充当和事佬来平息冲突。
坚定的反法西斯分子达斯蒂耶倾向于支持群众阶层的政治行动，而主要是反德国的弗勒奈则主张军事优先于政治。从1941年底开始，维希警方结束了对秘密非共产主义抵抗运动的宽大处理，各组织的武装分子被捕。达斯蒂耶无法忍受弗勒奈向内政部长皮埃尔·皮舍解释。
抵抗运动成立了联合行政部门：1942年4月成立了信息和宣传局，这是一种秘密通讯社，1942年7月成立了研究解放后将实施的政治和经济改革的一般研究委员会。南部地区运动的协调和军事力量的融合受到内部竞争的影响，迫使四位领导人前往伦敦。1942年9月，弗勒奈和达斯蒂耶德拉维热里成功抵达伦敦，但雷维和穆兰无法穿越英吉利海峡。戴高乐听取了两位在场人士的论点，并做出了有利于让·穆兰的决定，然后设法同意成立一个南部地区协调委员会。现在，两个主要的抵抗运动明确承认自由法国的权威，自由法国重组为战斗法国。他们同意组建秘密军队，由夏尔·德莱斯特兰将军负责。让·穆兰在1942年10月22日将军的一封打字信中得知了这些决定。委员会第一次会议于1942年11月27日在里昂举行。

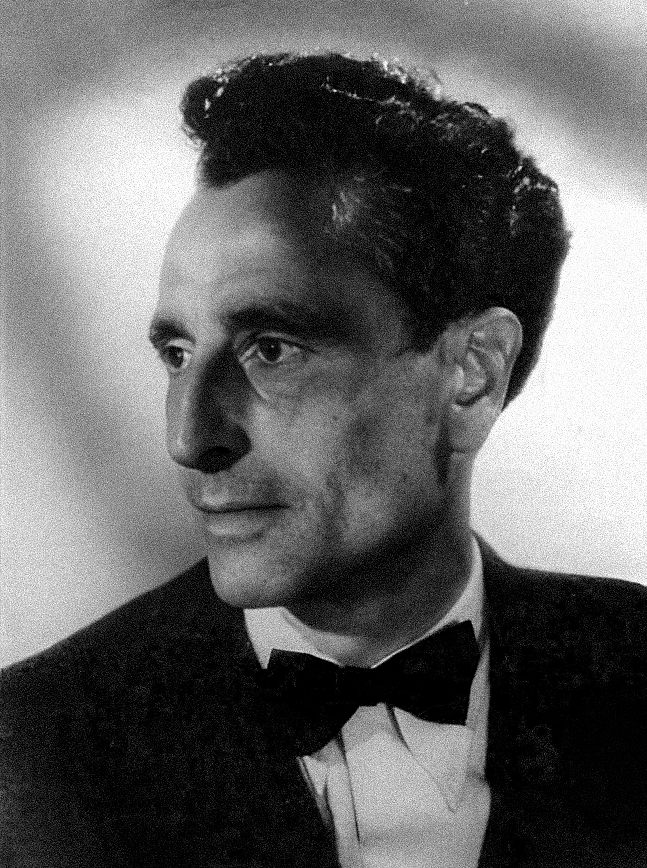
埃曼纽尔·达斯蒂耶·德拉维热里

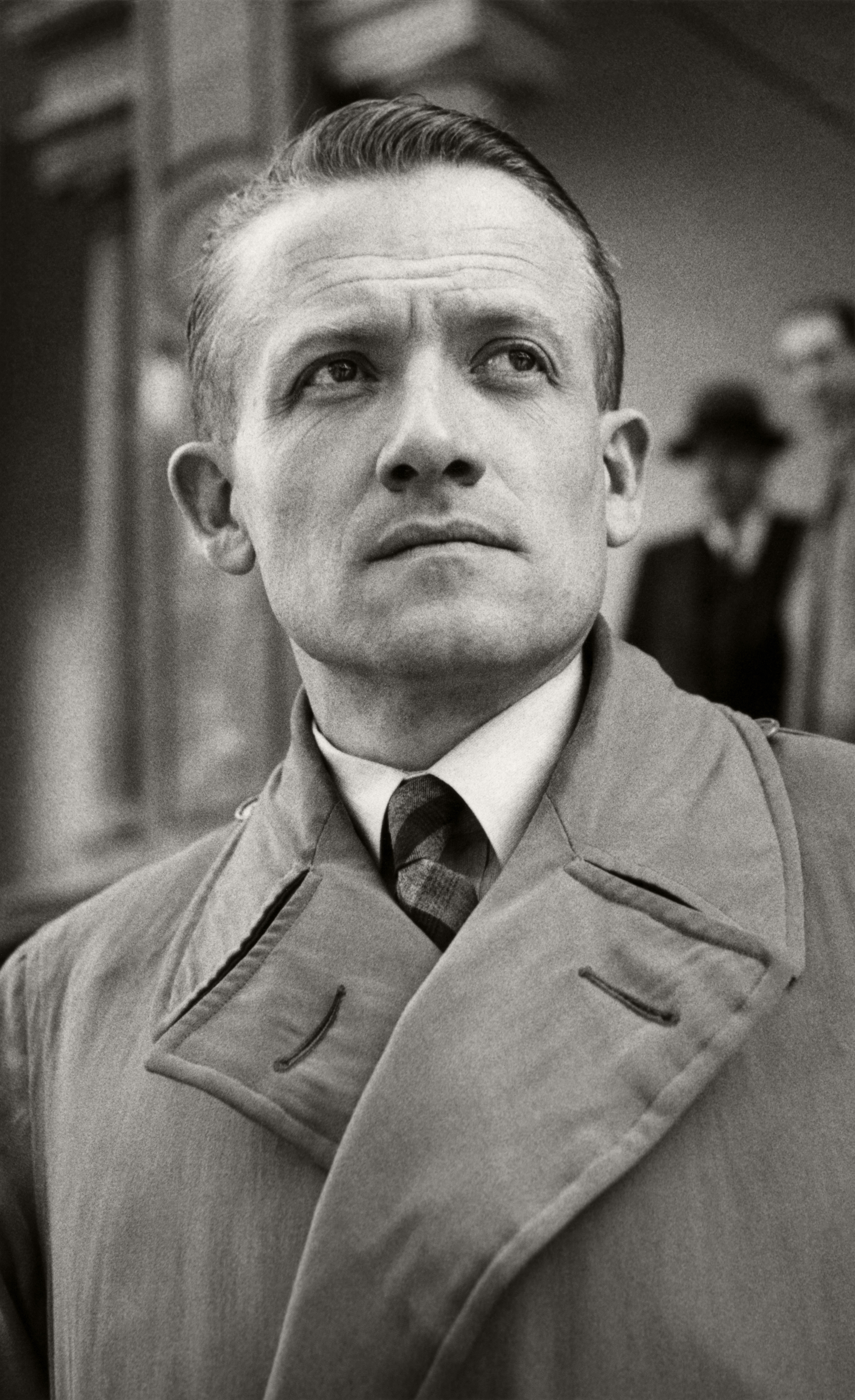
亨利·弗勒奈

穆兰花了一年时间才形成一个坚实的核心，抵抗运动的其他组成部分，特别是北部地区的组成部分可以围绕这个核心进行运作：1943年1月26日，三大运动战斗、自由射手和南部解放合并，形成了抵抗运动联合会（MUR）。让·穆兰担任主席，亨利·弗勒奈担任“军事事务”专员，埃曼纽尔·达斯蒂耶·德拉维热里担任“政治事务”专员，让-皮埃尔·雷维担任“情报和行政”专员。
秘密军队应包括各种武装团体和运动的自由军团，与联合会（MUR）之间的关系带来了一个问题：联合会的官员不希望军事活动和政治活动分开；他们也不希望秘密军队（AS）直接依赖伦敦。弗勒奈和德莱斯特兰之间经常发生冲突，1943年6月9日德莱斯特兰被捕留下了整个问题。秘密媒体的独立性没有问题：每个运动都保持其独立的媒体。
1943年下半年，法兰西帝国的领土以及外部和内部武装部队成为6月成立的法兰西民族解放委员会（CFLN）的附属机构，该委员会于1944年4月4日更名为法兰西共和国临时政府（GPRF）。因此，抵抗形成了一个有机的整体，甚至可以从其融入新的政治结构中汲取力量。GPRF包括一个协商会议，所有抵抗运动的代表都参加了会议；因此，1944年春，秘密军队、陆军抵抗组织（ORA）和自由射手和法国游击队（FTP）之间的联盟逐渐实现。
战俘抵抗运动由米歇尔·凯伊奥创立并组织。随着解放的临近，弗朗索瓦·密特朗离开了由贝当元帅创立的运动。不久之后，他成功地领导了凯伊奥创立的运动。
与南部地区相比，北部地区抵抗力量的统一几乎滞后了一年。穆兰将在科内阁时期的老同事指挥官亨利·曼奈斯（Henri Manhès）派往北部地区，但总体而言，北部地区的统一进程与穆兰的任务相去甚远。1942年3月，在各种运动和工会组织的授权下，成立北方解放运动的克里斯蒂安·皮诺（Christian Pineau）前往伦敦，并与戴高乐谈判加入自由法国。

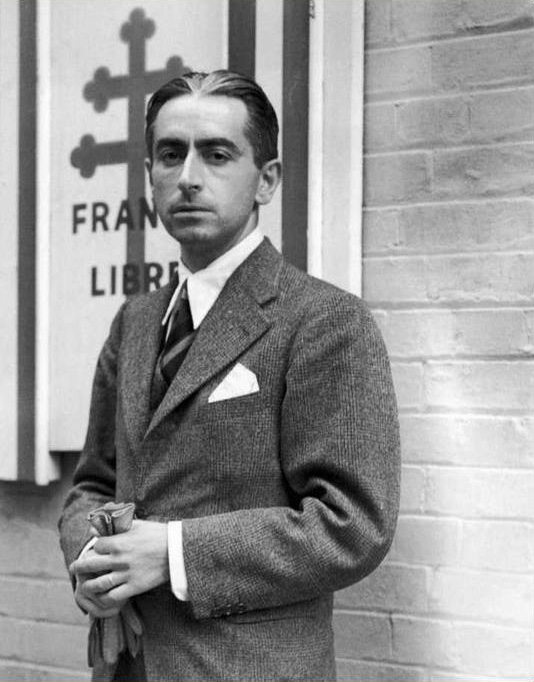
位于伦敦的皮埃尔·布洛索莱特

1943年初，戴高乐委托皮埃尔·布罗索莱特（Pierre Brossolette）和帕西上校（本名：安德雷·德瓦夫兰）执行一项以统一武装抵抗为中心的任务，与委托给让·穆兰的任务部分有所区别。1943年3月26日成立的协调委员会汇集了前北区的所有运动，即民事和军事组织（CMO）、抵抗运动（CDLR）和解放运动（CDLL），并在战斗法国的授权下组织其行动任务。
共产主义抵抗运动直到1942年第二季度才与戴高乐取得联系。让·穆兰并不是这一和解的参与者，尽管他与法国共产党有比较亲密的关系。共产党的一位灰色显赫人物让·热罗姆（Jean Jérôme）可以与情报和行动中央局（BCRA）官员联系。代表戴高乐的雷米上校（吉尔贝·雷诺）和代表共产主义抵抗运动的约瑟夫（乔治·博菲斯）之间进行了几个月的接触。
这些接触导致费尔南·格雷尼耶（Fernand Grenier）被派往伦敦，他是圣但尼省的前议员，被授权代表共产党（雅克·杜克洛）和FTP（夏尔·蒂永）的领导层。正如他们为武装抵抗运动FTP建立一个结构一样，共产党人也成立了一个抵抗运动——国民阵线，旨在超越他们的政治运动。出于战术原因，他们成为让·穆兰于1943年1月创建的抵抗运动联合会（MUR）的临时竞争对手。最后，与共产党一样，国民阵线派代表出席了1943年5月7日全国抵抗委员会（CNR）的组织会议。但直到1943年12月，FTP才正式并入中央结构，即法国内务部队（FFI）。

### 全国抵抗委员会
1943年，在一些政治领导人的鼓励下，戴高乐同意将各政党纳入全国抵抗委员会，该委员会于1943年5月27日在巴黎富尔街举行了第一次会议，不仅有抵抗运动的代表，还有政党和工会的代表。
会议由让·穆兰主持，皮埃尔·默尼耶和罗贝尔·尚贝龙协助。穆兰朗读了戴高乐的一封信。
参加这次会议的代表有
运动代表：
- 解放运动：罗热·科居万
- 抵抗运动：雅克·勒孔特-博瓦奈
- 国民阵线：皮埃尔·维永
- 北部解放运动：夏尔·洛朗
- 民事和军事组织：雅克-亨利·西蒙
- 战斗组织：克洛德·布尔代
- 自由射手：欧仁·克劳狄乌斯-佩蒂
- 南部解放运动：帕斯卡尔·科波

政党代表：
- 共产党：安德烈·梅尔西耶
- 社会党：安德烈·勒·特罗克尔
- 激进社会党：马克·吕卡尔
- 人民民主党：乔治·皮杜尔
- 民主联盟：约瑟夫·拉尼埃尔
- 共和联盟：雅克·德比-布里德尔

工会代表：
- CGT：路易·塞扬
- CFTC：加斯顿·特西耶

5月27日的会议是让·穆兰和皮埃尔·布罗索莱特工作的高潮。1943年6月21日，让·穆兰在卡吕尔被捕后，CNR幸存下来。乔治·皮杜尔接替他担任全国委员会主席，但该委员会从未召开过全体会议。1943年9月，除乔治·皮杜尔外，常设局还包括皮埃尔·维永、帕斯卡尔·科波、路易·塞扬和马克西姆·布洛克-马斯夸特（OCM）。
一些运动没有被邀请参加5月27日的会议，例如保卫法国阵线和吉罗主义运动如陆军抵抗组织ORA。在这次会议上，一些与会者在皮杜尔的右侧和维永的左侧发言，以恢复吉罗和戴高乐之间的平衡。然而，正是戴高乐的宪法赋予了CNR额外的合法性，使其能够在英国和美国盟友面前成为法国抵抗运动的唯一真正代表。

### 法国内务部队（FFI）的建立和与FTP的整合

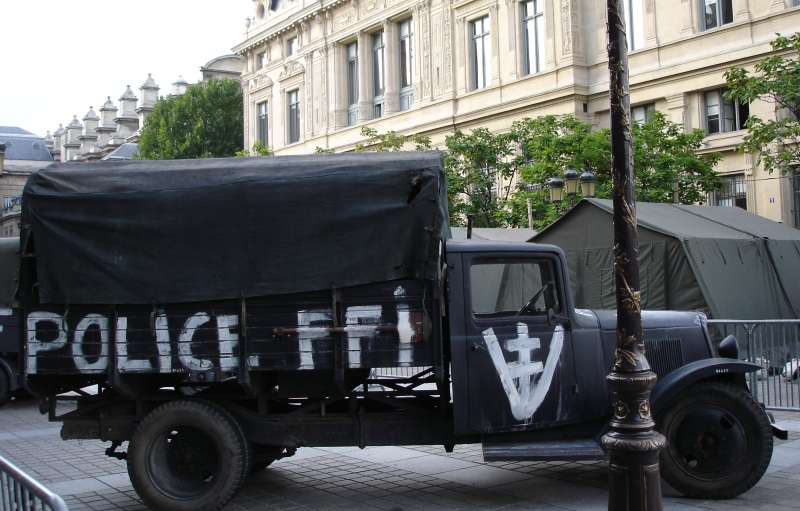
FFI使用的军用卡车

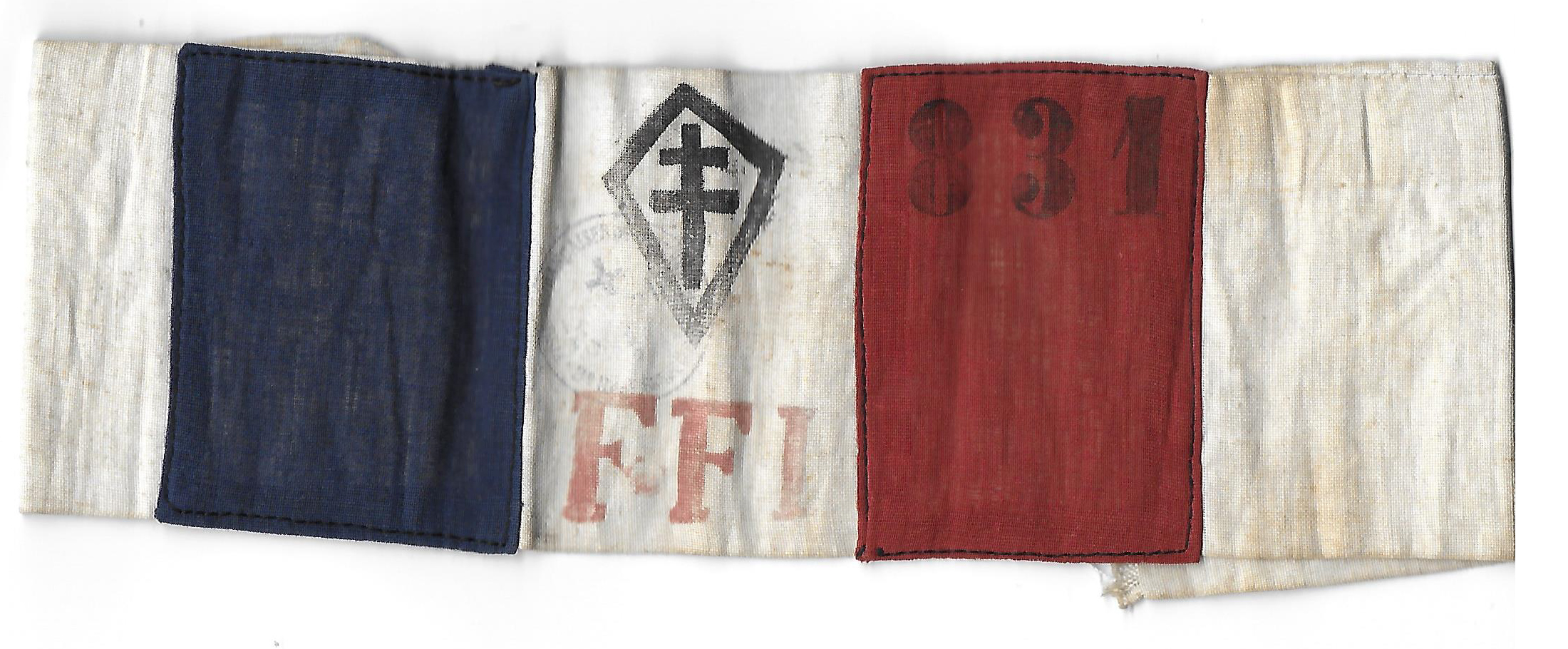
FFI臂章（私人收藏）

尽管这些运动都在运作，常规的阻力通常让加入的某人不知道属于哪个运动。在他进入的网络中，通常通过合作，只与有限数量的人有联系，并执行分配给他的任务。他只有在战争结束时才知道，例如，他一直为特别行动处（SOE）工作，并不依靠戴高乐。
武装运动的统一具有相当正式的性质，因为当网络、马基和盟军之间需要协调时，协调是从伦敦进行的，而不是由设在法国领土上的秘密参谋部进行的。在地方一级，统一可以促使不同背景的群体共同努力，有时甚至服从共同的权威。这在巴黎解放期间效果相对较好。
德莱斯特兰将军于1943年5月初被捕并被流放到达豪，由庞卡拉尔·德儒西厄（Pontcarral Dejussieu）接替，担任AS的负责人。一方面，陆军抵抗运动（ORA）仍有待整合，该组织是前停战部队的一个分支，代表所谓的维希-吉罗主义抵抗军，另一个分支是FTP。严格军事化的ORA不是CNR统辖的一部分。他们与吉罗将军有着特殊的联系。从1943年6月起，当吉罗不得不在戴高乐面前后退时，ORA顺利地融入了AS（秘密军队）。这一整合在1943年10月通过ORA-AS协议正式确定。ORA随后承认了由戴高乐担任主席的阿尔及尔CFLN的权威。
同样，1943年12月29日，AS和FTP之间发生了理论上的合并，导致1944年3月23日在柯尼希将军领导下成立了FFI（法国内务部队）。
在创建FFI的同时，越来越由共产党及其盟友主导的CNR成立了一个军事行动委员会，负责监督FFI。最初称为COMIDAC，后来称为COMAC。那么柯尼希依靠谁呢？阿尔及尔的COMAC或CFLN于6月2日转变为临时政府？没有人知道太多。国家军事代表（沙邦）和地区军事代表（DMZ）直接向阿尔及尔国家军事委员会报告。组织结构的复杂性使每个人都能随心所欲，但事实仍然是，抵抗是有结构的，当每个人都有善意时，事情就会向前发展。

### 组建临时政府
1944年1月10日，戴高乐将军的一项法令在法国设立了共和国总专员，一旦权力全部或部分转向抵抗运动，他们将担任省长。加斯顿·居桑在波尔多被任命，雷蒙·奥布拉克在马赛被任命。6月3日，戴高乐将军成为法兰西共和国临时政府（GPRF）主席。
随着盟军的前进，由抵抗战士组成的省和地方解放委员会（CDL和CLL）在解放后的法国成立，取代了维希政府。与此同时，在抵抗战士的参与下建立了法院和公民法庭。这是为了尽可能避免在不同地区解放时经常发生的即决处决和清算，并对合作者进行“合法肃清”。
CDL、CLL和爱国民兵有时，特别是在共产主义抵抗力量强大的省份，对法兰西共和国临时政府任命的共和国委员和省长构成反权力威胁，他们在各地都站稳了脚跟。1944年9月9日，巴黎解放后，戴高乐组建了一个民族团结政府，为选举做准备。必须等到1945年冬季法国本土几乎完全解放后，才能在4月和5月举行市政选举，并在1945年10月举行立法选举。1945年5月8日，德国投降，恢复了共和国的合法性，翻过了抵抗运动的一页。

## 军事方面

### 军事参与
停战协定将维希法国军队的兵力限制在10万人，仅限于非占领区。在这些士兵中，无论他们是停战军的一部分还是已经复员，有些人准备对德国人进行反击，但不想加入戴高乐将军在伦敦的行列。这是三名军官的情况：
- 亨利·弗勒奈上尉被分配到停战军第二局，于1940年底入伍，并与他的同伴贝尔蒂·阿尔布雷希特在自由区成立了地下战斗运动。这一运动将是最重要的运动之一。

- 在被占领区，阿尔弗雷德·图尼上校和雅克·阿提伊斯于1940年9月成立了民事军事组织（CMO）。

- 战败前反情报部门负责人保罗·派约勒上尉继续在停战军履行这些职责，同时与英国人合作追捕阿勃维尔和RSHA特工。

1942年11月德国入侵自由区后，第二波军队开始抵抗：
- 在判处戴高乐死刑的法庭成员奥贝尔·弗雷尔将军的领导下，许多军官和士官从1942年底开始重组为陆军抵抗组织（ORA）；它宣称自己是“非政治的”（事实上是保守的），指的是亨利·吉罗将军；

- 在民事和军事组织（CMO）中运作。

### 领土解放中的角色

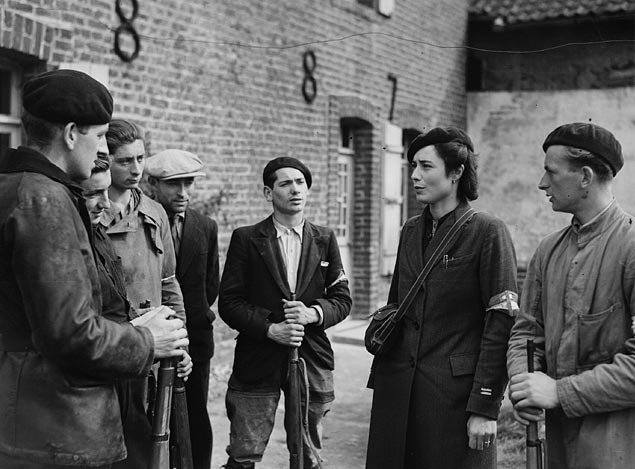
1944年9月，一队抵抗组织成员在滨海布洛涅与加拿大军队会合

外部和内部两种抵抗形式的主要动机是，在预期的最终胜利中，法国是与盟国并肩作战。然后问题就出现了：抵抗运动在解放领土方面发挥了什么作用？很难对这个需要元素的问题给出明确的答案。
1943年9月8日，意大利和盟国宣布签署停战协定。占领科西嘉岛的意大利军队反对在博尼法乔登陆的德国人，命令他们返回巴斯蒂亚，加入亚平宁半岛，巩固反对盟军进攻的战线。9月9日，维希当局被抵抗战士取代，科西嘉岛被视为解放。抵抗军、从阿尔及尔派出的法国军队和部分意大利军队骚扰德国军队，削弱了德国军队，并将撤退推迟到10月4日。1942年11月8日盟军在北非的登陆使驻扎在阿尔及尔的法国特种部队能够从1942年12月14日起派遣秘密珍珠港任务，由罗热·德·索勒、洛朗·普雷济奥西、图桑·格里菲和皮埃尔·格里菲组成的卡萨比安卡潜艇登陆小组协调抵抗网络，以便快速登陆。科西嘉是继1942年11月8日阿尔及利亚的三个省之后，于1943年10月4日解放的第四个法国省。从1944年6月起，FFI和FTP理论上在柯尼希将军的指挥下统一，试图积极参与解放其他法国省份。
1944年6月诺曼底登陆后，马基和各种破坏网络进行了干预，要么发动战斗以牵制敌军，要么破坏德军使用的铁路通信网络：包括涉及铁路轨道的绿色计划、涉及电话线的紫色计划和涉及电气装置的蓝色计划。保罗计划旨在摧毁德国的弹药和燃料库，骚扰德国增援部队，并为盟军的到来做好准备。
1944年8月25日，在勒克莱尔将军的第2装甲师的支持下，巴黎起义的爆发以巴黎解放而结束，这是法国抵抗运动中最著名的辉煌时刻之一，从中很难区分群众示威、心理行动和军事效率。不太值得怀疑的是法国西南部和中部大部分地区的解放，以及在东南部，1944年8月在普罗旺斯登陆的拉特尔·德·塔西尼将军领导的法国第一集团军的前进援助。
德怀特·艾森豪威尔将军在其“欧洲远征军行动报告”中的评论经常被提及：
我们的总部估计，在某一时刻，FFI向战役提供的援助价值相当于15个步兵师的兵力，由于他们的帮助，我们在法国的快速推进大大加速了。
一个步兵师（DI）约有10000人。阻碍向DI的转换有其局限性。如何转换提供给盟友的信息？情报局试图通过操纵SOE的普罗斯佩网络来阻碍德国人？这个问题永远不会有一个明确的答案：“抵抗的贡献是决定性的吗，这样诺曼底建立的桥头堡就不会被抛入海中？”
人们认为，抵抗运动的作用是不断骚扰敌人和军事情报。普罗旺斯登陆后，法国东南部地区比最初预测提前近三个月解放（里昂：70天，格勒诺布尔：83天），部分原因是法国内务部队（FFI）的行动。1944年2月1日正式成立，在柯尼希将军的指挥下，将所有内部抵抗组织聚集在一起。此外，如果没有抵抗军的情报和拖延行动，诺曼底登陆将更加血腥。
根据抵抗运动专家、历史学家让-弗朗索瓦·穆拉乔莱（Jean-François Muracciole）的说法，“抵抗运动法国实现自身解放的形象在很大程度上是一个神话”，因为国内抵抗运动对盟军在法国前进的严格军事贡献主要包括铺设逃生路线、收集情报和破坏。
不过从巴黎开始的许多城市会在盟军抵达前几天部分解放，巴黎起义在盟军到达之前五日开始。在利摩日，抵抗领导人乔治·甘古安（Georges Guingouin）推迟了共产党发布的解放令，以便更好地适应盟军的前进，从而减少损失。1944年夏天，在大规模抵抗的北加莱盆地，一场叛乱罢工摧毁了运输线路和煤厂。
菲利普·马松（Philippe Masson）给出的估计低于艾森豪威尔，但他坚持的观点也排除了非直接军事形式的抵抗，例如秘密媒体的制作，他认为，只有在向盟军提供有效援助的情况下，才应考虑到这一点。:547-584

### 与法国、英国和美国特情局的对接
情报网络的任务是收集具有军事价值的情报：大西洋沿岸的军事建筑、驻扎在法国的国防军部队的兵力……中央情报和行动办公室（BCRA）和英国各部门之间经常发生竞争，以联系能够提供有趣情报的网络。与此同时，旨在打击敌方特工和侵蚀纳粹的反情报服务正在加强。
第一批自由法国特工于1940年7月登陆布列塔尼海岸。正是芒雄中尉、圣雅克中尉、亚历山大·贝雷斯尼科夫化名科维萨尔中尉和吉尔贝·雷诺化名雷米中尉毫不犹豫地与维希的反德军事圈接触，如乔治·卢斯托诺·拉科和乔治·格鲁萨尔上校，他们在意识形态上与他们关系密切。
在BCRA内部，有一个特别服务总局（DGSS），负责反间谍任务。:57
信息首先通过无线电发射机传输。

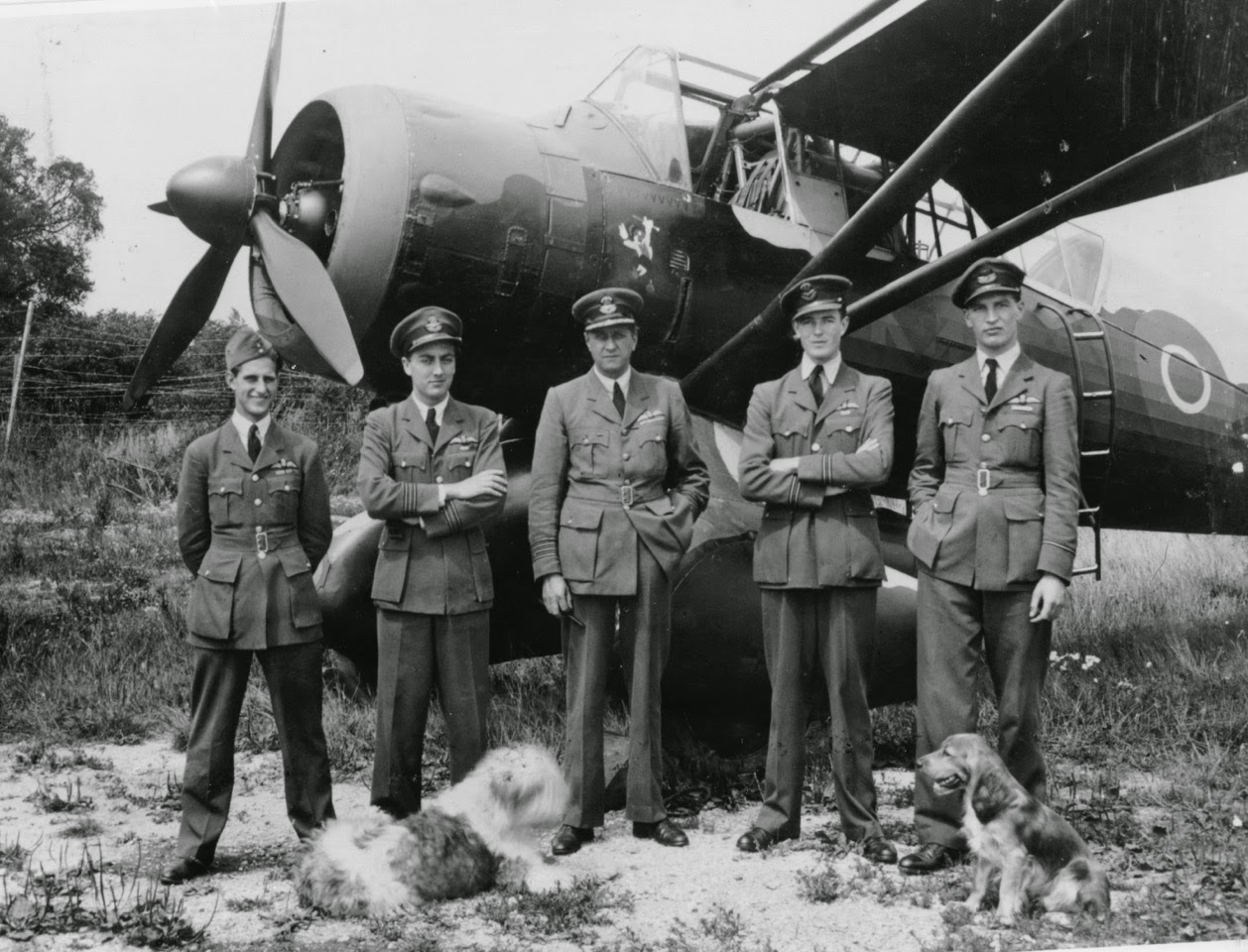
特别行动执行处的161组的莱桑德联络机，位于坦米尔空军基地，1943年

后来，当空中联系，特别是通过莱桑德（Lysander）联络机的联系变得更加频繁时，一些信息也会通过这些邮件传递。根据BCRA负责人帕西的说法，1944年，每天有1000份电报通过无线电传输，每周需要增加20,000多页和2,000多张地图。无线电操作员被称为钢琴家。在1943年夏天，德国测角车也在南部地区巡逻，发现了很多操作员。因此，正如让-弗朗索瓦·穆拉乔莱提醒我们，按比例而言，损失最大的是网络。
战后，266个与BCRA直接相关的网络得到认可，包括150,000名注册特工。FTP情报机构被称为FANA。它由夏尔·蒂永的姐夫乔治·贝耶领导。
中央情报和军事行动局（BCRA）于1941年10月在戴高乐将军的自由法国成立，专门从事情报和破坏任务。因此，由帕西上校（安德烈·德瓦夫兰）在伦敦创建和领导的BCRA网络位于外部抵抗和内部抵抗之间的边界。
1940年6月，路易·德拉巴东尼（Louis de la Bardonnie）和他的一些同伴成立了圣母兄弟会，这是法国最早成立的兄弟会之一，与联盟网络一起，也是最重要的兄弟会之一。吉尔贝·雷诺，化名为“雷蒙”（后来改为“雷米”）于1940年夏天被自由法国第二局派往该市，他将该组织命名为圣母兄弟会，以将其置于圣母的保护之下。
1940年12月21日，自由法国海军第二局的海军军官奥诺雷·代斯蒂安多尔夫被派往被占领区执行任务，在那里他建立了由26人组成的宁录网络。他于1941年5月被捕，并于1941月29日在瓦莱里安山被枪杀。
方阵是一个法国抵抗网络，由克里斯蒂安·皮诺于1942年在南部地区创建，先是在克莱蒙费朗，然后在里昂。其北部分支机构占领区方阵成为一个独立的网络，即“卡奥尔-阿斯图里亚斯”，由卡瓦耶斯领导。
1943年，BCRA获得了联合抵抗运动（MUR）对其情报网络的整合。高卢网络就是这样诞生的。
三个英国特勤局在法国境内活动：
特别行动执行处（SOE）成立于1940年7月，负责行动，军情六处（情报局）负责情报，军情九处负责越狱。
在SOE的框架内，有几个部门控制法国地区的行动，主要是F部门、RF部门和AMF部门。
- F部门：1941年11月，莫里斯·巴克马斯特（Maurice Buckmaster）被委托在没有与自由法国进行必要协调的情况下运作的F部门（因此，法国的F部门网络也被称为“巴克马斯特网络”）。降落伞空降始于1941年5月，但直到1942年9月才开始发展。空降特工在法国招募了许多特工，他们在整个战争期间直接依靠英国。F区引起了戴高乐将军的愤怒，他徒劳地要求将其撤销。戴高乐无法忍受在自由法国控制之外的法国存在网络[16]。

- RF部门：创建较晚，与BCRA进行合作。

- AMF部门（地中海盟军部门）：总部位于阿尔及尔，与吉罗派短暂合作后，开始为戴高乐派服务。

据英国历史学家迈克尔·R·D·福特称，在冲突期间，SOE向法国派遣了1800名特工，其中包括1750名男性和50名女性。四分之一的人被捕，这一比例很高，但低于其他国家：荷兰比例有二分之一，比利时有三分之一。SOE特工武装了250,000名法国抵抗战士，并进行了有效的破坏行动。艾森豪威尔将军估计，SOE的工作相当于五到六个加强师。
军情六处（情报局）在法国建立了几个网络，并支持其他网络，特别是联盟。杰德·菲茨罗伊网络和维希军事情报官员选择支持抵抗军。此外，该服务与BCRA密切合作。特别是特勤局副局长克洛德·丹西（Claude Dansey）向帕西上校介绍了情报，并在整个战争期间与他保持着良好的关系。军情六处专门负责情报，行动则有SOE垄断。
最后，负责盟军士兵逃亡的军情九处正协助彗星等网络。
美国战略情报局（OSS）成立于1942年，其大部分业务在欧洲和地中海，军事情报在太平洋战争中占主导地位，联邦调查局负责拉丁美洲。OSS有三个分支机构：伦敦、日内瓦和丹吉尔。虽然前者与SOE合作，但OSS的政策不同于英国部门：美国人更愿意帮助非戴高乐主义网络，特别是那些受亨利·吉罗将军领导或启发的网络。1942年11月，在阿尔及尔设立的国防特别服务机构设立了秘密珍珠港行动，OSS在不干预内部组织的情况下批准了该行动。
OSS向联合抵抗运动（MUR）提议将自由法国提供的资金增加三倍，并在法国和瑞士之间建立过境网络，以换取收集到的信息。当时负责MUR对外关系的皮埃尔·贝努维尔（Pierre Bénouville）同意在瑞士的OSS和MUR以及被占领区的MUR之间建立联系。罗贝尔·弗兰克（Robert Frank）认为这是试图打破自由法国的MUR；罗贝尔·贝洛（Robert Belot）认为这是资金不足的逻辑后果，随后英国服务部门拒绝提供资金。让·穆兰强烈反对这项协议，但在他死后，该协议最终被执行。
美国机构在弗朗索瓦·密特朗（François Mitterrand）和莫里斯·皮诺（Maurice Pinot）的全国战俘集会上遇到的困难较少，该集会由OSS通过皮埃尔·德·贝努维尔（Pierre de Bénouville）资助。长期以来，OSS一直对戴高乐有所保留，最终在1944年中期的报告中指出，他“被认为是当时唯一可能的政治领导人”。
1944年，SOE和OSS创建了“杰德堡”任务，由三名男子（一名法国人、一名英国人和一名美国人）组成，他们在诺曼底和普罗旺斯登陆后穿制服跳伞，以帮助当地的马基。

## 政治方面
1946年，四分之三的议员是抵抗运动的积极成员，该运动通过全国抵抗委员会（1944年3月15日）的计划，发起了法国社会契约的重建，导致了法国解放运动的重大经济和社会改革：医疗保险和退休保险、国有化、未成年人地位和公务员地位、工作委员会等。
抵抗也改变了政治局势，甚至在解放前就赋予自由法国的头号人物戴高乐将军合法性，并在1944年夏天避免该国的任何外国托管。选举立即举行，自由新闻的出现促进了选举，这一自由新闻已经走出了秘密。市政和国家政治精英的全面更新不断发生。然而，许多前抵抗战士后来表现出他们的痛苦，因为他们无法像他们希望的那样彻底改变社会和政治生活，远远超出共产主义队伍：克洛德·布尔代（Claude Bourdet）或亨利·弗勒奈（Henri Frenay，战斗组织的首领）等抵抗领导人就是这样。后者与解放运动领导人伊曼纽尔·达斯蒂耶·德拉维热里（Emmanuel d'Astier de la Vigerie）和其他抵抗运动领导人一样，希望成立一个伟大的“抵抗党”，并接管公共生活，因为1940年在即将结束的第三共和国时期，政党直接破产，而且大多数政党在抵抗运动中不存在。此外，军队抵抗组织在入侵自由区后将前士兵聚集在吉罗将军周围，断然拒绝“参与政治”。
让·穆兰不得不与皮埃尔·布罗索莱特（Pierre Brossolette）或亨利·弗勒奈（Henri Frenay）进行一场漫长的斗争，以使各政党加入全国抵抗委员会（1943年6月）：盟军无法理解他们的缺席。监狱里的莱昂·布鲁姆（Leon Blum）强调，政党对民主至关重要，任何取消政党资格和取代政党的企图都将回到20世纪30年代和维希时期反议会主义的泥潭和威权主义诱惑的破坏。
根据历史学家达尼埃尔·科迪耶（Daniel Cordier）的说法，在解放后的几年里，抵抗运动未能通过自己的政治组织继续下去，这引发了长期的争议，特别是考虑到第四共和国带来的失望。事实上，PCF、SFIO和MRP将在解放后的法国发挥关键作用，然后垄断议会席位，直到1951年成立于1947年的戴高乐党取得突破。

### 共产主义抵抗

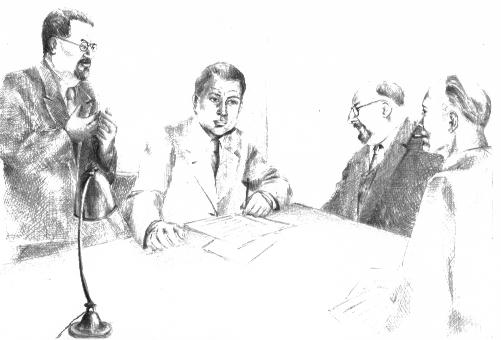
1943年在隆瑞莫会面的PCF秘密秘书处

#### 1941年以前
1939年9月26日，在签订苏德互不侵犯条约和苏联入侵波兰后，共产党被勒令解散。从那时起，党的机器一直隐藏着。
1940年夏天，PCF领导层与德国占领军联系，以获得《人道报》的复兴。莫里斯·特雷昂（Maurice Tréand）、让·卡特拉斯（Jean Catelas）和律师罗贝尔·富瓦森（Robert Foissin）在里尔街（rue de Lille）的办公室会见了希特勒驻巴黎特使奥托·阿贝茨（Otto Abetz）。这项将持续一个月的倡议很快遭到党内政要的谴责，但从未破坏其进程。莫里斯·多列士（Maurice Thorez）在从莫斯科发出的电报中谴责了罗贝尔·富瓦森（Robert Foissin）的行为，他在假战中逃离莫斯科。但罗贝尔·富瓦森被排除在外，他在被排除后仍然是苏联大使馆和苏联贸易代表的律师。
1940年9月，共产主义者雅克·德库尔、乔治·波利泽尔和雅克·所罗门建立了第一个大学抵抗网络。他们出版了自由大学和自由思想，其特点是批评占领者。在法国警方的追捕下，他们于1942年2月被捕，遭受酷刑，并于1942月在瓦莱里安山被枪杀。第二份出版物的另一位撰稿人，哲学家瓦伦丁·费尔德曼，将于1942年7月在同一地点被枪杀。
共产主义学生与其他运动一起参加了1940年11月11日在巴黎举行的纪念第一次世界大战胜利示威。但共产主义组织非但没有宣称这一自发的事实，反而脱颖而出。
1940年12月，PCF巴黎地区和共产主义青年签署了一份长篇传单，敦促学生不要在与占领者的正面斗争中迷失方向：“确保法国独立意味着让这个国家摆脱英帝国主义[…]。法国将再次获得自由和独立，而不是通过战争，而是通过社会主义革命。”
根据历史学家的说法，德国战争机器在“至关重要的地区”的煤矿中寻求“最大产量”，1941年5月底至6月初，在北部省和加莱海峡省，在共产主义武装分子的监督下，约10万名矿工发动了长时间罢工，导致煤炭产量下降。
这次罢工是法国第一次集体抵抗纳粹占领的行动之一，在矿业公司的同谋下罢工遭到暴力镇压，导致近400人被捕、处决和驱逐250多人，其中一半死于集中营。
整个1940年，共产党的地下活动促使成立了一个特别组织（OS），将秘密共产主义组织聚集在一起。在1940年7月10日的呼吁中，法国共产党呼吁成立一个争取法国解放和独立的民族阵线，尽管文本中没有提到抵抗德国。直到1941年5月苏联和纳粹德国之间的关系急剧恶化，它才最终建立。然而，在1941年5月和6月，共产党的军事力量仍然非常薄弱，特别是因为BCRA拒绝交出武器。
很难认为共产党早在1940年就开始抵抗占领军，无论战后声称什么。作为苏联外交动荡的俘虏，该党几乎没有从中脱颖而出，1939年8月至1941年6月期间所遵循的路线集中于工会行动和打击“反动派”，即维希法国政权，同时保留了苏德条约中所要求的占领。少数开始对占领者进行智力抵抗的武装分子是该政党的自由电子，并导致该党与莫斯科的关系停滞不前。

#### 1941年以后

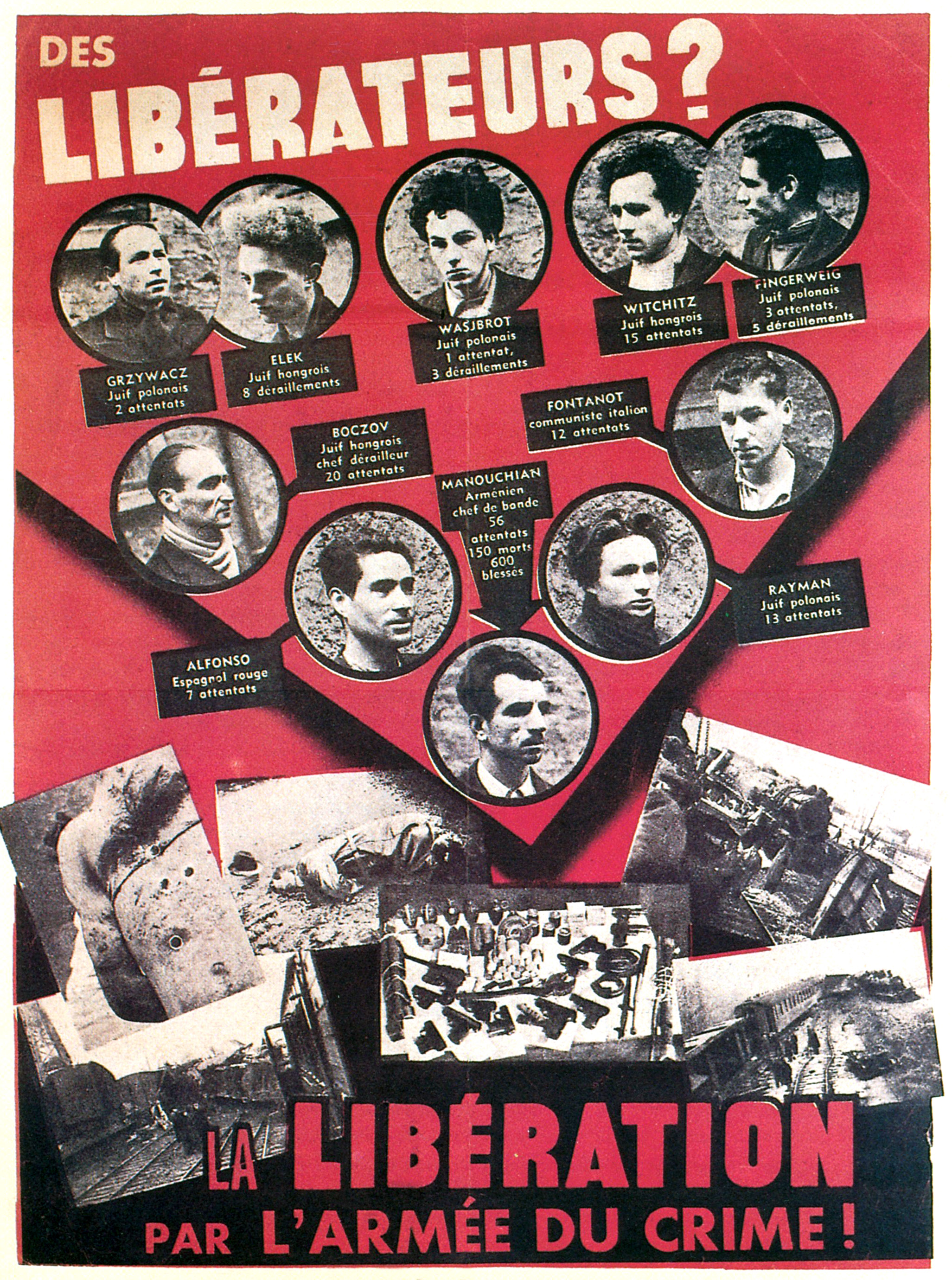
德国制作的宣传海报，对FTP-MOI进行污名化

1941年6月22日，阿道夫·希特勒发动了旨在入侵苏联的巴巴罗萨行动。这一天标志着法国共产党通过其领导层对纳粹占领者的承诺，尽管早在1941年5月，数百名武装分子就已经领导了矿工的大罢工，特别是国际旅的波兰人，他们在1940年9月发动了对维希政权的爆炸袭击，激发了英国支持的希望。
1941年8月，共产主义者皮埃尔·乔治（Pierre Georges，化名法比安上校）对一名德国军官进行了第一次象征性袭击，即巴尔贝斯地铁袭击。共产主义者迅速发展了一场武装抵抗运动，由夏尔·蒂永领导的法国游击队（FTPF）。FTPF对非共产主义者开放，但仍处于共产主义控制之下。1941年5月由PCF创建的国民阵线也是如此，这是一场由专业组织的政治抵抗运动，已成为法国最大的抵抗运动之一，甚至是最大的抵抗运动。
共产党人通过其组织能力在抵抗纳粹占领者方面发挥了重要作用。他们更接近法国国内抵抗运动和自由法国的其他运动：1943年中期，国民阵线参加了全国抵抗委员会（CNR）。由奥古斯特·勒库尔（Auguste Lecœur）领导的秘密法共组织获得了权力，直到它在很大程度上控制了CNR，然后控制了法国内务部队的国家指挥部。
从多年来在CGT内部创建的移民劳工之手（MOI）开始，PCF将活跃在东南部（格勒诺布尔、里昂、马赛）的FTP-MOI加入FTPF，并通过巴黎分部，该分部在1942-1943年是法国最活跃的武装抵抗运动，每两天进行一次武装行动。它的参与者是共产主义外国人，主要是无国籍的犹太人，特别针对纳粹的目标。“马努钦集团”仅在巴黎市就发动了约150起袭击事件，其中包括法国强制劳动服务局局长尤利乌斯·里特将军被处决。在巴黎墙上张贴红色告示后，它成为国内抵抗的象征，当局抓捕了其中10人，包括4名波兰人，然后处决了大部分成员。
1942年至1943年形成的利穆赞马基在很大程度上归功于其创始人、共产主义者乔治·甘古安（Georges Guingouin），他从1940年开始组建了几个小团体，随后在混合控制下运作。甘古安始终保持着对PCF领导层的高度独立性，并将抵抗者安全固有的隔离规则置于党的纪律之前。
在由全国抵抗委员会（CNR）成立的军事行动委员会（COMAC）并协调指挥法国内务部队的三位主要领导人中，有两位是共产主义者（皮埃尔·维永和莫里斯·克里格尔·瓦里蒙），第三位是让·德·沃盖。
共产主义者也参与非共产主义抵抗运动。他们往往是战前在党的机构中没有中心地位的激进分子，他们被剥夺了与地下党的联系，有机会加入另一个运动。该党随后鼓励他们留在这些组织中。例如，让-皮埃尔·韦尔南（Jean-Pierre Vernant）是一名学者，他以西南部九个省的FFI负责人的身份结束了战争，他拒绝苏德条约，加入了南部解放运动。

### 社会主义抵抗

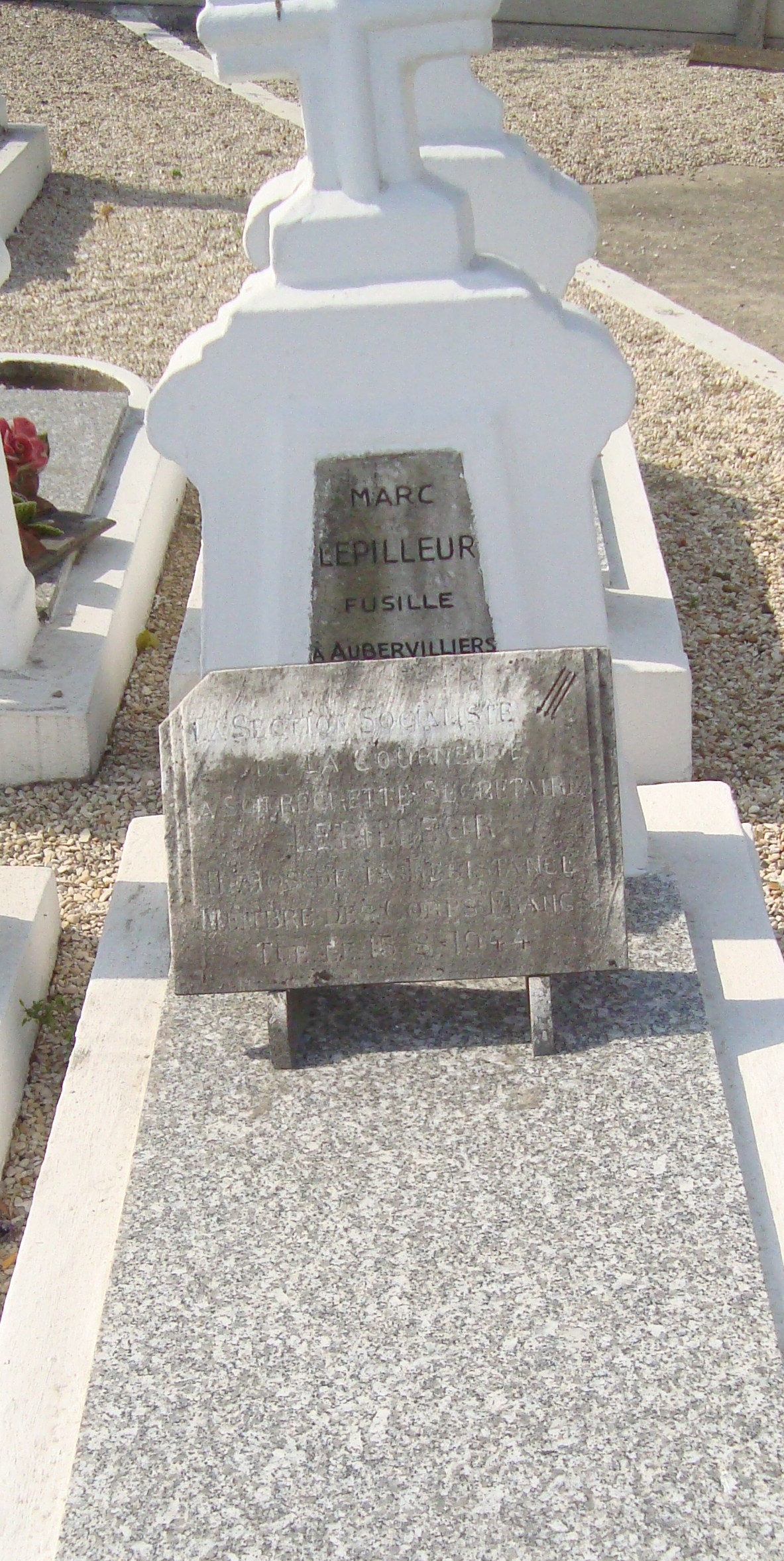
马克·勒皮勒尔之墓，他是来自拉库尔讷沃的社会主义者，法国内务部队战士，1944年被捕杀害

在抵抗运动中，社会主义者的知名度较低，因为与共产主义者不同，他们很少将党的重建与坚持抵抗运动联系起来。社会主义抵抗更加分散，主要是因为SFIO本身比PCF结构更松散，更依赖地方民选官员和干部。历史学家洛朗·杜祖（Laurent Douzou）指出，“社会主义激进分子在运动队伍中的大量活跃存在”，矛盾的是，“其效果是在人们的脑海中降低了他们党派抵抗的现实”。2006年出版的《抵抗历史词典》指出，“社会主义者在抵抗中发挥了非常重要的作用。他们的武装分子或同情者、干部和民选官员从一开始就参与了许多秘密运动。”:907
1940年夏天，让-巴蒂斯特·勒巴（Jean-Baptiste Lebas）和亨利·里比埃（Henri Ribière）等社会主义激进分子开始抵抗。1940年夏末，达尼埃尔·梅耶（Daniel Mayer）受莱昂·布鲁姆（Léon Blum）的委托，重建了保罗·富尔（Paul Faure）休眠的SFIO。1941年3月，达尼埃尔·梅耶（Daniel Mayer）与苏珊·比松（Suzanne Buisson）和费利克斯·古安（Félix Gouin）等其他社会主义活动家在尼姆成立了社会主义行动委员会（CAS）。1941年1月，勒巴为北部-加来海峡省（行政上隶属于比利时）创建了一个CAS，1940年9月成立的另一个CAS涵盖了北部地区。1942年，停刊两年的社会主义报刊《人民报》再次秘密出现。同年，安德烈·菲利普成为自由法国内政部的国家专员，费利克斯·古安在伦敦代表社会党加入夏尔·戴高乐。
在阿尔及利亚，抵抗团体已经成立。他们由社会主义激进分子和极左翼激进分子组成。他们将成为1942年11月8日（火炬行动）的同伴之一，然后前往伦敦、巴黎、法国西南部和科西嘉岛。里奥姆审判后，社会主义抵抗者的热情和人数增加。南部CAS于1943年3月成为秘密SFIO。CAS于6月合并。皮埃尔·布罗索莱特（Pierre Brossolette）来自SFIO，在圣母兄弟会的活动中，他与南部CAS和秘密SFIO保持联系。
社会主义激进分子在北部解放运动、该运动产生的情报网络（方阵、科奥尔-阿斯图里亚斯）和加斯顿·德费雷（Gaston Defferre）的布鲁图网络中占据主导地位，这是秘密SFIO与自由法国和内部抵抗运动的主要联系。在整个战争期间，由于社会党人（如雅克·皮埃特和居伊·摩勒）的参与不断增加，以及创始成员被捕，民事和军事组织（CMO）从右翼滑向社会主义。另一方面，社会党人越来越多地参与南部解放运动，他们几乎占成员的一半，这反映出政治影响力下降。
一些SFIO议员在抵抗运动中发挥了重要作用，包括让·比翁迪、让·布埃、埃杜阿尔·弗罗芒、卢西安·于塞尔、儒勒·莫什、让·皮埃尔·布洛什、唐居·普里让和罗贝尔·莫热。弗朗索瓦·卡梅尔和马克思·多姆瓦被杀害。让-巴普蒂斯特·勒巴、伊西多雷·蒂夫里耶、克洛德·若德利和奥古斯丁·马尔卢在被驱逐出境时死亡。在社会主义抵抗者中，也有装置人，如在贝尔根-贝尔森去世的社会主义日报《人民地下报》编辑阿梅德·迪努瓦（Amédée Dunois）。
作为解放伙伴的SFIO抵抗战士包括安德烈·布瓦耶、马夏尔·布里古莱克斯、皮埃尔·布罗索莱特、让·克洛德·卡里耶、尤金·沙旺、埃德蒙·德博马谢、阿尔贝尔·福塞-弗朗索瓦、让·迈雷、艾米丽安娜·莫罗·埃弗拉尔、埃德蒙·内斯莱尔、勒内·佩特斯、雅克·皮埃特、莫里斯·普朗蒂耶、加布里埃尔·蒂埃里和皮埃尔·维耶诺。
在里昂地区，社会主义工人和农民党的武装分子于1940年成立了由玛丽·加布里埃尔·富热尔领导的抵抗运动起义者。该运动秘密出版了26期报纸。

### 右派、极右派和维希抵抗

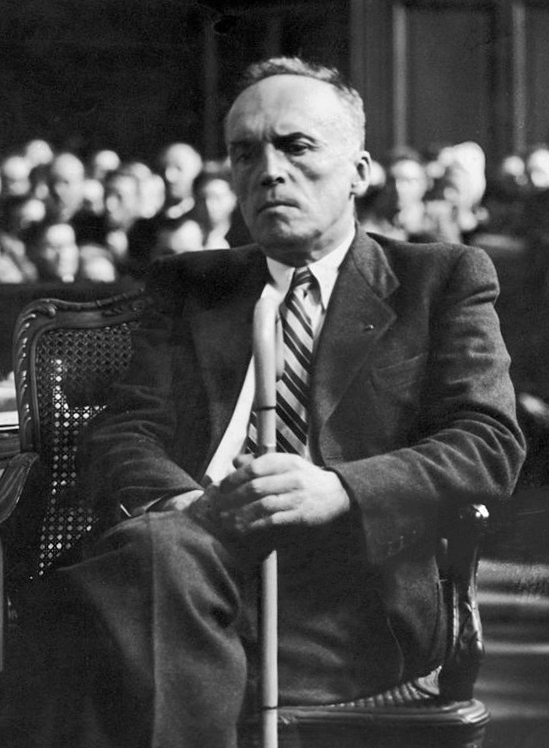
乔治·卢斯托诺-拉科

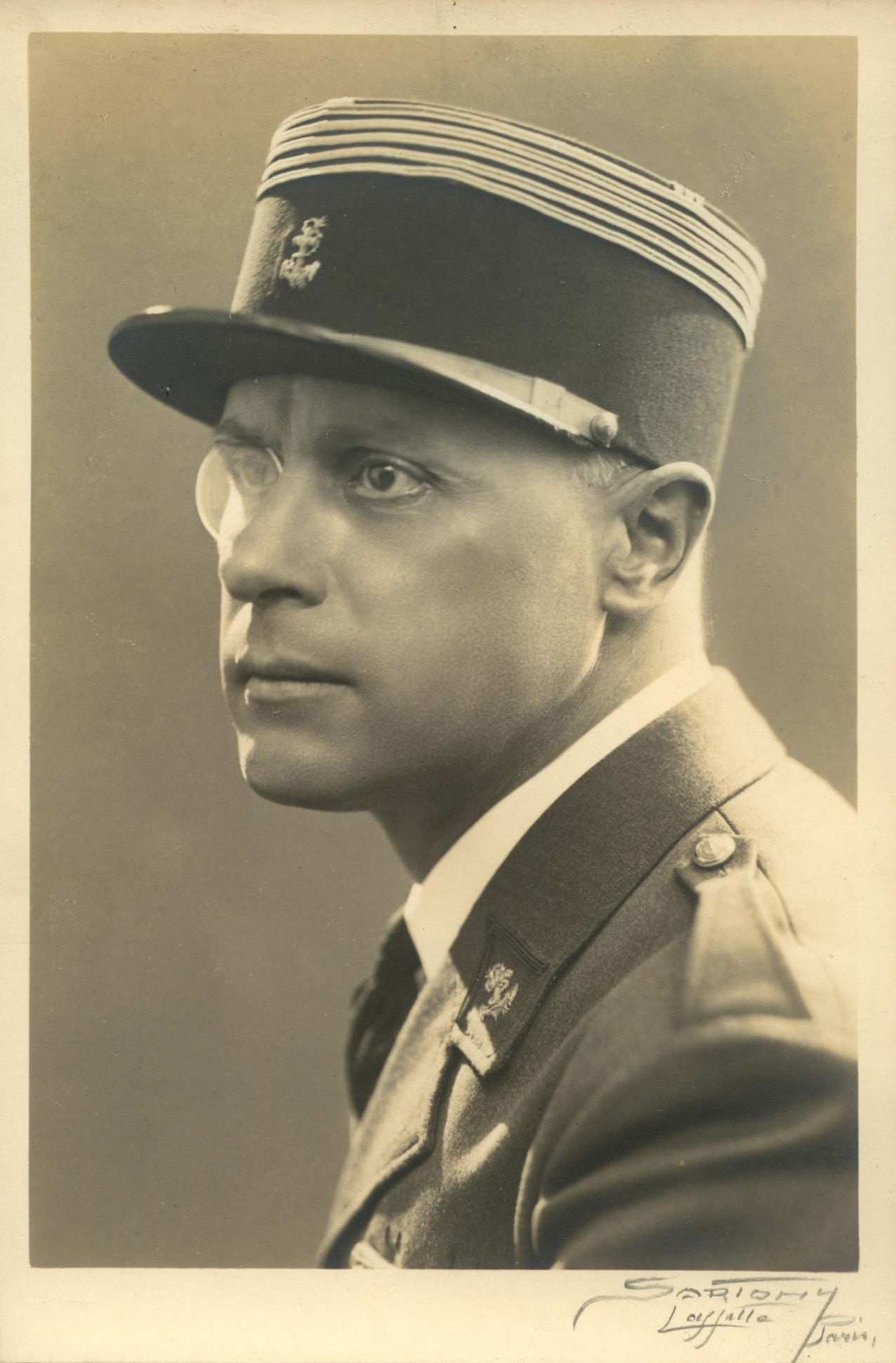
乔治·格鲁萨尔将军

一些温和派（或中右翼）民选官员在地方甚至国家层面发挥了重要作用，如莱昂内尔·德·穆斯蒂耶和约瑟夫·拉尼埃尔。
正如法兰西行动的创始人夏尔·莫拉斯（Charles Maurras）所说，共和国的垮台对他来说是一个“神圣的惊喜”，极右翼圈子的很大一部分非常欢迎维希的新政权。但他们的民族主义也促使一些“国民”从1940年6月开始参与反对占领者的斗争，如达尼埃尔·科迪耶（Daniel Cordier）（他最终与极右翼决裂，在战争结束时成为左翼人士），成为让·穆兰的秘书，或雷米上校（吉尔贝·雷诺），他是最著名的情报网络负责人之一，也是圣母兄弟会的创始人，该网络已经由路易斯·德·拉·巴多尼（Louis de la Bardonnie）组成，而其他人则参与合作运动或居住在维希的贝当周围。
乔治·卢斯托诺-拉科和玛丽·玛德莱娜·福卡德（Marie Madeleine Fourcade）成立了联盟网络，而来自维希特勤局的格鲁萨尔上校于1942年11月后前往瑞士，为英国人建立了“吉尔贝网络”。1941年1月被任命为维希政权全国委员会成员的德拉罗克上校建立了Klan网络，该网络与Abili网络相连，而Abili网络又与英国情报局有关联。皮埃尔·德·贝努维尔（Pierre de Bénouville）最初是一名元帅，与亨利·弗勒奈（Henri Frenay）一起成为战斗领导人之一。部分极右翼武装分子或者战俘在获释或逃跑后开始抵抗，如雅克·雷努万（Jacques Renouvin），他创立了战斗运动的自由团体，或阿德里安·萨杜尔（Adrien Sadoul）。
历史学家让-皮埃尔·阿泽马（Jean-Pierre Azéma）创造了“维希抵抗者”一词，以描述那些在相信贝当（元帅）或或多或少热情地接受维希政权及其国家革命（贝当主义）之后，或多或少短暂地“没有回归精神”脱离维希政权并加入抵抗运动的人。这一类别并不完全涵盖强硬右翼和极右翼。前蒙面者克洛德·埃蒂尔·德·布瓦斯兰贝尔于1940年夏天加入戴高乐，而PSF的夏尔·瓦兰直到1942年才投靠伦敦。莫里斯·里波舍（解放运动创始人）最初捍卫了一个与维希非常相似的政权，但将领土解放置于一切之上，并没有进入贝当主义政府，并于1941年向左翼开放这场运动。“维希派抵抗”一词有时涉及模糊和有争议的轨迹。极右翼活动人士可继续支持维希，并在整个占领期间在通敌报纸上发表文章，但他们主张开放他们的双重游戏和秘密行动，如塞尔日·让内特（Serge Jeanneret），他是法国行动组织的成员，也是PPF的成员，被授予抵抗运动志愿战士十字勋章。维希法国的部长们在解放后因指控不足和抵抗行为而被解雇，比如弗朗索瓦·莱伊德（François Lehideux），但据称他保护了民事和军事组织（CMO）的成员。:522-528
严格地说，维希抵抗运动没有结构，除了组成它的不同重要性的群体之外
与其他抵抗网络的对抗有时是激烈的：与格鲁萨尔上校有过一段时间关系的反维希抵抗运动很快就失去了信心，并在1941年4月后切断了联系。事实上，维希政权倡导的国家合作在维希抵抗者中引发了一种基本的认知失调，他们试图通过一切手段消除这种失调。根据定义，合作和抵抗是不可调和的：这一矛盾的解决属于话语和想象的秩序。因此，出现了“被坏顾问包围的好君主”、“双重游戏”和国家元首的“亲密思想”的表现。某种现实主义倾向使这一知识框架变得脆弱，因为事实、政策和元帅支持合作的声明不断考验它。因此，维希抵抗运动最终倾向于爱国主义，如果不是反德民族主义的话，并希望看到法国大都市从德国占领下解放出来，而不是战前的仇恨对象（如共济会、议会主义、左翼、共产主义、犹太人和共和国）。考虑到只要法国继续被占领，民族革命所吹嘘的法国的复兴和重生就不可能发生。特别是因为通敌者、维希政权和德国政策已经演变为某种激进主义，例如，从1941年开始实施强制劳动服务或反犹太主义围捕。
有时，与其他圈子和其他政治哲学的秘密接触也会改变其中一些人。许多人逐渐放弃他们的反犹太主义观点或对“民主”的仇恨，或者干脆放弃他们的传统主义和保守主义观点。贝努维尔和玛丽·玛德莱娜·福卡德在战后成为戴高乐派议员，弗朗索瓦·密特朗（François Mitterrand）转向左翼，亨利·弗勒奈（Henri Frenay）转向社会主义人文主义和欧洲，年轻的达尼埃尔·科迪耶（Daniel Cordier）的家族三代人都是莫拉斯主义者，在认识共和派让·穆兰后转向左翼。
当然，并非所有经由维希的抵抗者都否认他们的想法，如加布里埃尔·让泰或雅克·勒鲁瓦·拉迪里。
维希派抵抗者加入了反对占领者的斗争：
- 1940/41年，皮埃尔·德·贝努维尔（Pierre de Bénouville）和亨利·弗勒奈（Henri Frenay），从1942年开始打破维希的法则
- 1942年4月皮埃尔·赖伐尔（Pierre Laval）重新掌权后，在6月宣布希望“德国胜利”，同年11月入侵自由区，如ORA创始人莫里斯·克拉维尔（Maurice Clavel）和弗朗索瓦·密特朗（François Mitterrand）
- 1943年1月民兵组织成立后，德军在斯大林格勒战役战败，第二个月，作为共和联盟前代表弗朗索瓦·瓦伦丁（François Valentin），1941年至1942年法兰西战斗军团的第一任领导人，以及未来的戴高乐主义人物米歇尔·德布雷（Michel Debré）、亚历山大·桑吉内蒂（Alexandre Sanguinetti）和莫里斯·库弗·德·穆维尔（Maurice Couve de Murville）

### 地方主义和布列塔尼民族主义者
学者让-雅克·蒙尼尔（Jean-Jacques Monnier）的工作还表明，近250名文化、语言、地方主义者（城市等）或不服从的布列塔尼民族主义者（PNB、LFB等，有超过40人）以分散或有组织的方式（圣纳泽尔自由组织，代号Timoléon）参与了抵抗运动，与人类博物馆网络相连，然后并入波切营、布列塔尼中部的布莱兹·莫尔集团、圣吉勒迪默内的塞拉和杜弗的马基、FFL（特别是圣布雷兹集团）或法国其他地区的传统网络。

### 反法西斯主义者

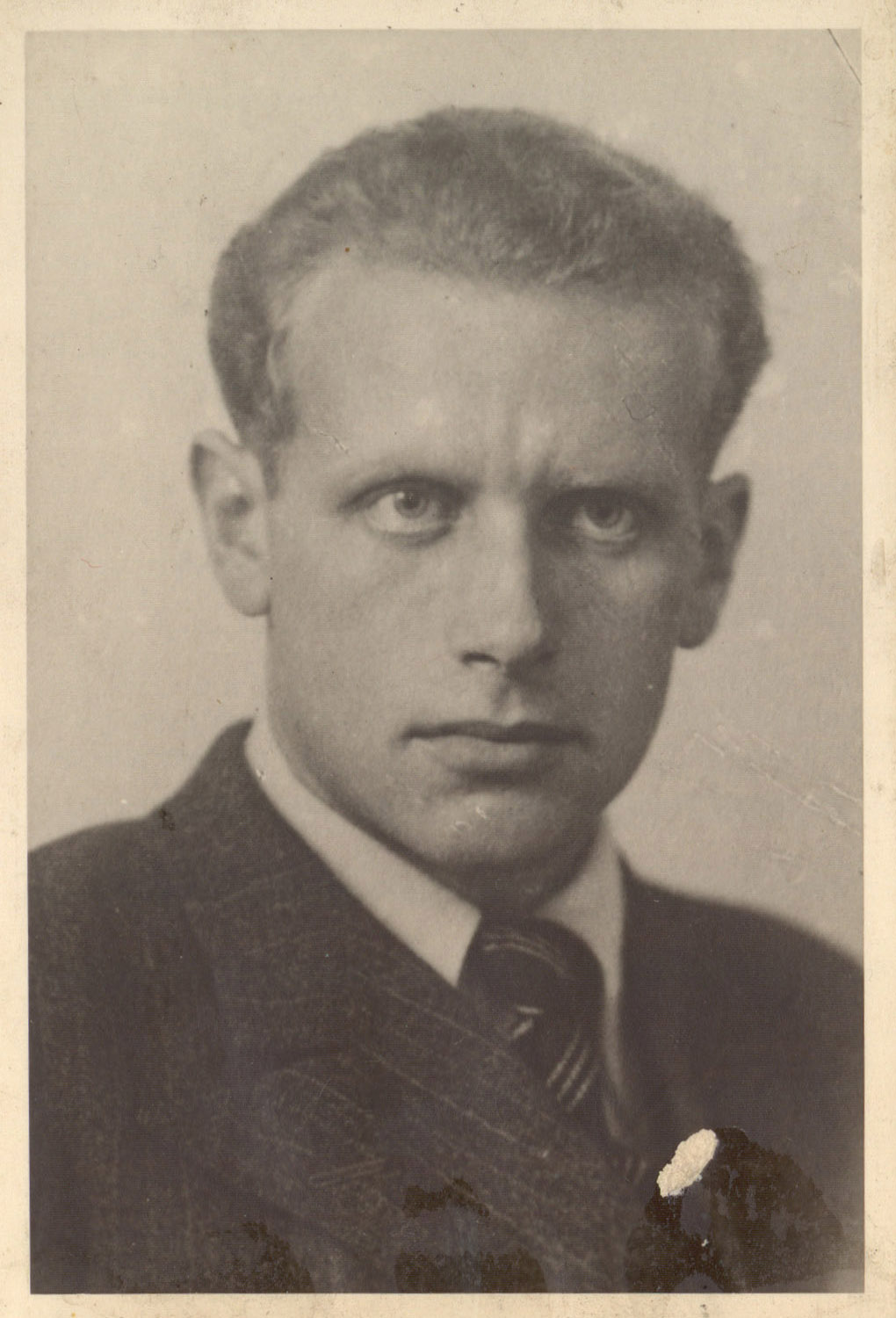
博里斯·维尔德

与政治舞台上的极右翼相反，反法西斯分子，其中许多是学者，在解放运动的基础上发挥了重要作用：该运动的主要领导人伊曼纽尔·达斯蒂耶·德拉维热里是一名记者。斯特拉斯堡大学的哲学家和数学家让·卡瓦耶斯（Jean Cavaillès）在克莱蒙费朗（Clermont Ferrand）会见了达斯蒂耶和露西·奥布拉克（Lucie Aubrac）。
反法西斯知识分子也很多，包括让·卡苏（Jean Cassou）和博里斯·维尔德（Boris Vildé），他们被称为人类博物馆网络，其第一份抵抗公报于1940年12月发布。正是在这一运动中，我们可以将皮埃尔·布罗索莱特（Pierre Brossolette）和弗朗索瓦·维迪尔（François Verdier）等共济会成员归类。
反法西斯知识分子警戒委员会（Committee de Vigilance des Intelligents Antifasis）的活动人士是首批抵抗者之一，如其主席保罗·里维（Paul Rivet）。同样，国际反法西斯团结组织法国分会主席让·鲁米拉克也很早就参与了抵抗。

### 无政府主义和托洛茨基主义者
一些极少数的社会或政治团体，如托洛茨基主义者，通过组织针对德国军队士兵的秘密政治工作，建立了对纳粹主义的特殊形式的抵抗。
无政府主义者也是如此。一些人加入自由法国，一些人加入内部抵抗网络。一场真正的无政府主义抵抗主要是由让·勒内·索利埃尔（Jean-RenéSaulière）发起的，他散发传单，夜间张贴海报，秘密重建革命工团主义国际联合会。这种无政府主义抵抗不仅敌视维希和纳粹主义，也敌视苏联和自由法国。
委员会共产主义取向的无产阶级革命团体也属于这种类型的抵抗。

## 社会方面

### 罢工
法国国内抵抗运动是德国占领期间秘密组织的几次社会运动的核心，如1941年5月至6月加莱北部10万矿工的爱国罢工和1942年10月法国的爱国罢工，这两次罢工都很危险，因为它们导致了对德国占领者的残酷镇压。
根据历史学家克里斯蒂安·舍旺迪耶（Christian Chevandier）的说法，1942年在法国国家铁路公司（SNCF）开始的罢工是在“铁路工人因抵抗运动需要他们而大量抵抗”的背景下进行的。他分析了占领和解放期间的“铁路战斗”，特别是因为他们的专业知识允许“在几次行动中造成比近似轰炸更大的破坏，且没有留下痕迹”他们“可以在他们的火车上，甚至在他们的机器上，运送材料、邮件、逃犯或非法移民”。
1941年5月至6月，北部-加来海峡省10万矿工的爱国罢工在另一个关键地区表现出了类似的特点。根据历史学家的说法，德国战争机器在“至关重要的地区”的煤矿中寻求“最大产量”，但罢工使其失去了50万个工作日、387,962个底座和85,281个工作日以及50万至150万吨煤炭，迫使其从比利时大量进口煤炭。
每日工作生产量从1938年的1136千克下降到1944年的797千克。

### 招募
抵抗运动分阶段挑选新兵，以测试他们的动机和严肃性，排除所有可能在被捕时坦白的人，并优先考虑能够在特定领域进行干预的人。没有孩子的单身人士享有特权，因为他们不太容易受到配偶酷刑或虐待子女的威胁，以迫使他们认罪。
情报网络特别招聘与网络活动有关的某些职业：包括军官、铁路工人、经常旅行的贸易代表和可以充当邮箱的店主。擅长写作的人可写传单和秘密通讯。煤矿工人被大规模动员起来进行罢工、破坏和相对谨慎的减产，目标是剥夺运输和纳粹战争机器的能源，特别是在靠近英国海岸的北加莱工业区，然后在1942年10月在东南部进行的法国爱国罢工。
抵抗运动者主要来自城市，甚至是那些躲在灌木丛中的人，他们特别年轻和男性化。例如，在勃艮第马基，90%的马基是年轻单身男子，通常年龄在22-25岁之间。谨慎地为他们提供食物的农民很少离开他们的农场。
1944年9月，戴高乐将军接待了一个法国老板（企业主）代表团，他们抱怨维希政府的生活条件，他提醒他们，他已经四年没有在伦敦或阿尔及尔见过他们了，尽管标致和米其林的汽车也有例外。1941年5月至6月，在北部-加莱海峡省10万矿工的爱国罢工中，德国人并不总是知道该逮捕谁并让谁坦白：300名镇压受害者中的大多数都是矿主提供的工会成员和共产主义者的名字。另一方面，抵抗斗争在教会、军队或贵族以及其他传统保守派圈子中招募。
抵抗运动的社会起源将是每个运动所特有的。因此，OCM（民事和军事组织）主要由年长男子组成，通常是私营和公共部门的高级管理人员。
法国保卫组织更具体地招聘学生和公务员。
法国共产党在苏德关系破裂后成立的全国抵抗阵线在其诞生时具有明显的工人阶级色彩，但后来部分失去了这种特殊性，在所有派别中招募人员。
在操纵网络的600名代理人中，20%是妇女，50%在30岁以下，绝大多数是城市居民。25%是技术工人或技术经理，25%是雇员或下级官员。其余的由学生、专业人士或军人组成。13%参加了1914-1918年战争，36%参加了1939-1940年战争，其余的没有服役记录。

### 参加抵抗运动的动机
大多数抵抗者有几个动机：
- 拒绝外国占领和捍卫国家独立的意愿；
- 拒绝参加义务劳动服务（STO）；
- 反对纳粹主义、独裁、种族主义和驱逐犹太人的政治和道德斗争。全国反对种族主义运动（MRAP）的秘密报纸将一点一点地谈论这一点，诸如基督教证人或兄弟会。甚至在为人所知之前，德国人就已经开始参加法国抵抗运动，1942年至1944年期间，德国反法西斯分子在塞文山区做马基。

### 工会主义者
总的来说，工会成员通常处于有利地位，可以在许多为德国军备工作的工厂中建立情报或破坏网络。由前工会成员组成的关系网络也可以用来吸引一些武装分子加入抵抗运动。
1940年11月9日，维希政府解散了工人和雇主工会。该国仅有的两个主要联合会CGT和CFTC（法国基督教工人联合会）已不再正式存在。贝当元帅政府工业生产和劳工部长勒内·贝兰（René Belin）建立了一个基于社团主义的单一工会制度。他曾是CGT联盟办公室的成员，1940年5月9日辞职，7月14日加入维希政权，接受政府职位。
11月15日，九名CGT工会领导人和三名CFTC工会领导人签署了《十二人宣言》，这是一份不信任维希政府的文本。该文件的精神是维护工会主义的独立性（“工会主义不能声称吸收国家，也不能被国家吸收”）。另一方面，该文件直接反对维希政权的意识形态，强烈反对任何种族主义概念：“在任何情况下，在任何借口下，以任何形式，法国工会主义都不能承认基于种族、宗教、出生、观点或金钱的人与人之间的区别。”该案文特别反对反犹太主义、“因言获罪”和“对工人的一切形式压迫”。

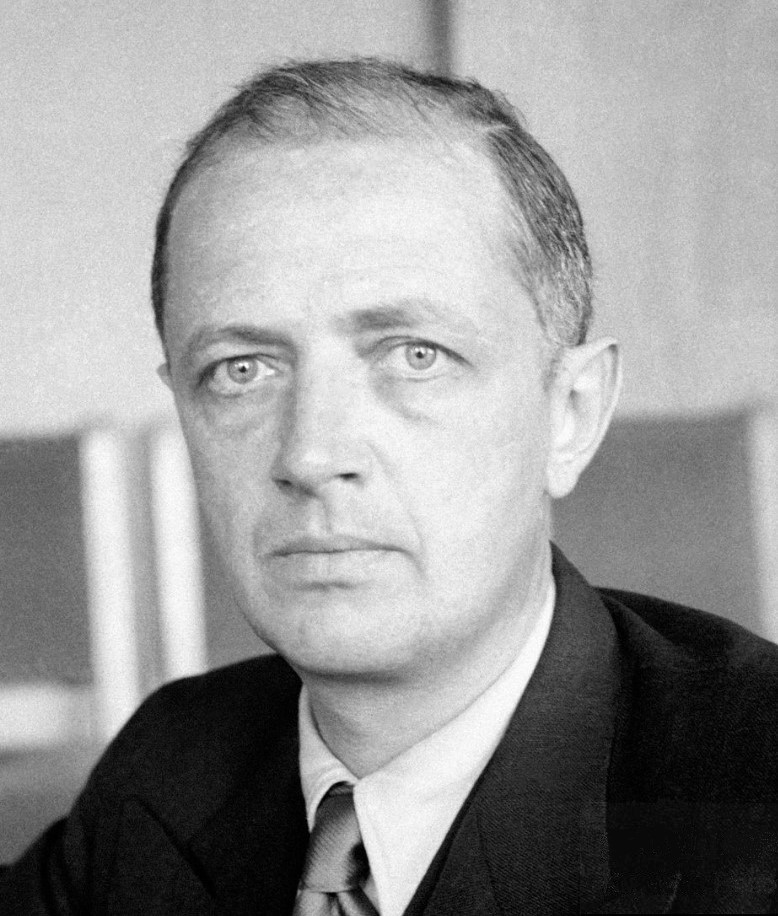
克里斯蒂安·皮诺，1945年6月

1940年11月，路易·赛扬（Louis Saillant）、克里斯蒂安·皮诺（Christian Pineau）和阿尔贝尔·加齐耶（Albert Gazier）都是前CGT联盟的成员，他们帮助成立了北部解放抵抗运动，并开始出版地下报纸《解放报》。
就他们而言，贝诺瓦·弗拉雄（Benoît Frachon）、安德烈·托莱（André Tollet）、欧仁·埃纳夫（Eugène Hénaff）和其他一些领导人在1939年9月因拒绝谴责苏德条约而被排除在前CGT之外，并逃脱了法国警方的搜查，他们在恶化的条件下恢复了已经在“静坐战争”中开始的秘密工作。他们将确保定期出版和发行一份秘密工会报纸，主要是《工人生活》：在占领期间，该报纸将发行338期秘密报纸。在他们的推动下，1940年夏末，失业者在巴黎地区市政厅前举行了示威。很快，一些公司爆发工资罢工。
前海关工会成员加斯顿·居桑（Gaston Cusin）在战前加入了部长内阁，他与秘密CGT取得了联系，并重新启动了其网络，该网络在西班牙战争期间已经实施，为共和派走私。他将成功地将黄金从法国银行转移到自由法国。他在北部解放运动找到了克里斯蒂安·皮诺。

### 基督徒

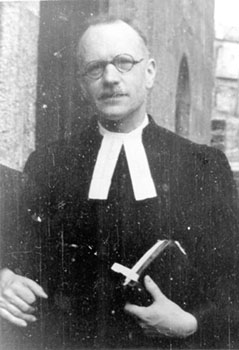
安德烈·特罗克梅牧师

在1940年的法国，大多数人口是天主教徒。因此，天主教徒，有些没有明确的宗教动机，几乎在所有被称为抵抗运动的类别中都存在，尽管主教、神职人员和大多数天主教圈子在很大程度上支持贝当元帅。:198-202
然而，按时间顺序，正是新教少数群体形成了一种精神抵抗的态度，这种态度受到了德国认信教会的态度和神学家卡尔·巴特（Karl Barth）的两封信的启发，这两封信以打字形式流传。1940年6月23日，安德烈·特罗克梅牧师在利尼翁河畔勒尚邦的教区居民面前发表了他的布道，称为“精神的武器”，其中包含了在法国土地上宣布的第一次抵抗呼吁。在整个战争期间，利尼翁河畔勒尚邦的居民将表现出非暴力抵抗行为，这将为他们赢得Yad Vashem正义勋章，因为大量犹太人将被村庄及其周围地区隐藏保护。因此，新教将为经典抵抗运动（卡瓦耶斯、贝尔蒂·阿尔布雷希特、露西·奥布拉克……）提供英雄队伍，也将提供其非暴力和精神表达（安德烈·特罗克梅、罗兰·德·皮里、玛德莱娜·巴罗……）。1941年3月26日和1942年6月20日，法国新教联合会主席马克·博尼耶的信在国内引起了强烈反响。
在天主教方面，像奥诺雷·代斯蒂安·多尔弗这样的抵抗人士和一些抵抗运动的动机是他们强大的宗教根基，如弗朗索瓦·德·芒通（François de Menthon）创立的自由运动，这将是战斗运动的组成部分之一，皮埃尔·夏耶神父创立的基督教见证会，或吉尔贝·德吕（1920-1944）和莫里斯·勒内·西蒙奈（Maurice RenéSimonnet）创立的年轻基督徒战士。这些活动人士认为，他们的基督教信仰要求他们与抵抗运动并肩战斗。这种良知导致谴责以抵抗为幌子实施的虐待和个人报复：在1944年2月17日的一份声明中，法国主教正式谴责“呼吁暴力和恐怖主义行为，这些行为导致杀害人民和抢劫房屋”。
许多牧师和宗教人士参与了抵抗行动（特别是接待和营救逃犯、犹太人、盟军飞行员或抵抗者）。许多人为驱逐出境甚至付出了生命的代价（如耶稣会神父伊夫·德·蒙舍伊、罗热·德里、方济会神父科朗丹·克罗阿雷克或罗贝尔·德斯穆蒂耶，嘉布遣会神父奥古斯丁·迈耶，以及阿尔伯特·皮亚特神父（35岁）、克里斯蒂安·吉尔贝神父（32岁）、约阿希姆·尼奥兄弟（46岁）、学者让·居尼（26岁）和学者卢西恩·佩里耶（26岁），拉布罗斯-蒙索的供奉者遭受酷刑，1944年7月底被机关枪射杀并扔进井里）。

### 破坏铁路
历史学家已经表明，铁路工人的职业特点让他们在功能上“倾向于”抵抗，与其说是通过罢工，因为罢工是危险的和明显的，不如说是通过“收集、通路和向盟友提供战略情报”，还可以通过破坏敏感的铁路设备，这些设备会被纳粹军方明确要求，因此他们经常冒着生命危险进行，实际上这是最可能的操作。
1940年夏天，马克·布罗舍将铁路工人称为“偶尔的英雄”，1941年夏天，地下报纸《北方之声》（La Voix du Nord）宣布他们将参加未来的解放斗争。因此，许多非铁路抵抗团体首先“呼吁当地铁路工人告知”德国运输情况和“攻击他们的最佳方式”，但SNCF抵抗运动“更加保守”，希望“将自己限制在特别有效的行动”。然后，他们的行动“通过协调”经由德国人特别通缉的武装分子“发展起来”，其中许多人“在最好的人中消失了”。莫里斯·舒里（Maurice Choury）通过特别组织（SO）展示了前工会统一或共产主义铁路工人在地下共产党成立之初的先锋承诺。
铁路是破坏者最喜欢的目标，包括在爆炸物引爆失败之后需进行拆除，即便需要更长时间。诺曼底和普罗旺斯登陆后，加上盟军的轰炸，对铁路轨道的破坏成功地有效地扰乱了德军的撤退或增援部队的到来，但这只是逐渐显现成果的。
在解放网络（CDLL）内，为铁路工人保留了一个“特殊隔间”，从1940年底到1943年初，他们传达了许多关于德国运输的信息。
1942年秋发生了大规模的“南区工人罢工”。它始于里昂附近的SNCF乌兰车间，后来扩展到其他专业团体，利用了铁路工人的许多传统技能。SNCF乌兰车间的几名共产主义铁路工人因其在抵抗运动中的活动而死亡。
“公共行政核心”（NAP）网络的铁路分支被称为“NAP-fer”。NAP由战斗运动的安德烈·普莱桑丁和马塞尔·佩克发明，旨在从1942年起，在克洛德·布尔代和让·穆兰的建议下渗透法国政府。NAP-fer由“Résistence-fer”（铁路抵抗运动）扩展，该协会于1944年圣诞节成立，并于1947年10月被批准为法国战斗网络。战后，许多证词表明，在抵抗运动中，很难将各种团体或个别铁路代理人聚集在一起并进行协调，划分和疏散，以确保安全。
1943年卡吕伊尔事件（穆兰被捕处死）后，NAP-fer的领导人勒内·哈迪被取代。另一位领导人是路易·阿尔芒（Louis Armand），他自1940年以来一直是抵抗网络的成员，他在1944年被盖世太保逮捕，关押在弗雷斯纳，随后根据诺德林协议获释，战后成为SNCF的副局长。铁路抵抗运动“网络”的最终统计，一开始就汇总了德国占领下以各种身份受害的所有铁路工人，如在法国被处决或在德国被驱逐和死亡的特工，以及“一些不属于SNCF但在占领下在破坏敌方运输中发挥重要作用的同志”，包括了4760名铁路工人或类似人员。
1968年，法国国家铁路公司名誉监察长保罗·迪朗发表了一篇关于SNCF抵抗的文章，由路易·阿尔芒（Louis Armand）作序，他在文章中提到“整个公司几乎一致同意”，为这4760名抵抗者提供“与他们在巨大灌木丛的掩护下一样的保护”，这一用语至今仍然很有名。
1942年10月，在日内瓦的一次会议上，抵抗运动向盟军提议破坏法国产品运往德国的铁路和运河，认为它们比轰炸更安全、更准确、更有效，此外，轰炸还具有“灾难性的心理后果”。盟军随后同意减少轰炸和机枪射击，让抵抗团体接管这些通信线路，特别是铁路。
1943年10月，SNCF领导人将他们指挥的抵抗组织置于DMN（沙邦-戴尔马将军）的控制之下，以执行“绿色计划”。盟军在法国的机枪射击次数从1943年11月的164次降低到12月的10次。与此同时，仅在1943年12月，国内抵抗运动就在法国本土发动了220次“政变”，其中包括东南部的100次，这导致许多德国士兵死亡，以阻止他们。1943年12月22日，在德龙省，一列德军列车在韦尔舍尼和蓬泰之间的通行遭到破坏，造成12人死亡，40人受伤。
戴高乐将军的《战争回忆录》中提到了1943年12月10日在波特莱瓦朗斯（Portes-lès-Valence）和1944年2月25日在栋泽尔（Donzêre）阅兵式上德国相关列车的两次重大脱轨。
1944年的头几个月出现了停顿，以便为破坏活动做好准备，这些破坏活动将试图延迟1944年6月6日登陆后德国增援部队的到来，其地理位置尚不清楚：“绿色计划”用于铁路，“紫色计划”用于电话线，“蓝色计划”用于电力连接。第一个计划直接导致171次SNCF轨道脱轨，特别是1944年6月出现了41次。
在这种情况下，“铁路抵抗”和NAP-fer的铁路工人参与了大量的破坏活动，尽管许多其他破坏活动并非来自他们：1943年，有921起爆炸物破坏事件、517起脱轨事件、561起其他破坏事件，而在敌人使用的SNCF设备方面，这一数字也很高，847辆机车、705辆汽车和4659辆车厢被破坏。对地理标准的研究表明，三分之二的破坏涉及PLM主线（巴黎-里昂-马赛），这对德国占领者具有重大战略和经济利益。全国铁路退伍军人协会全国主席皮埃尔·帕西科（Pierre Passicot）的第三方统计数据表明，早在1940年，SNCF员工就有7起脱轨和破坏事件。此后，他们的数量不断增加：1941年170次，1942年276次，1943年2009次。1944年1月至8月底，铁路工人进行了近6000次脱轨破坏。
在SNCF，铁路工人还通过修改或更换某些货车的目的地标签，推迟了从法国进口的货物和德国军事装备的运输。停战后，布里夫的机械师莱昂·布隆夏尔（Léon Bronchart）被派往布里夫的“快速服务蒸汽仓库”。他参加了法国国内抵抗运动的战斗网络。1942年末，他向他的犹太邻居提供了假证件，并为他们的一位朋友进入意大利占领区提供了SNCF的制服。他拒绝“射杀一列从一个监狱转移到另一个监狱的政治犯”。他在被驱逐出境后幸存下来。
铁路工人受害者的官方统计“总是因时间和文件而异”。保守估计有1106人在驱逐出境或失踪中死亡，502人被枪杀，39人被捕后死亡。关于SNCF领导人的参与，铁路抵抗运动存在两种观点分歧，记者和共产主义历史学家莫里斯·舒里（Maurice Choury）在1970年批评了路易·阿尔芒的一致性观点。莫里斯·舒里认为，尽管许多工程师和铁路高管加入了抵抗运动，但SNCF的许多高级管理人员也保持“合作”。这位历史学家还否认，这一公司记忆中的“所有演员”都参与了“电影《铁路之战》的制作”，尽管SNCF提供了补贴和物质手段。

## 犹太人、吉普赛人和外国人的抵抗方向

### 犹太人

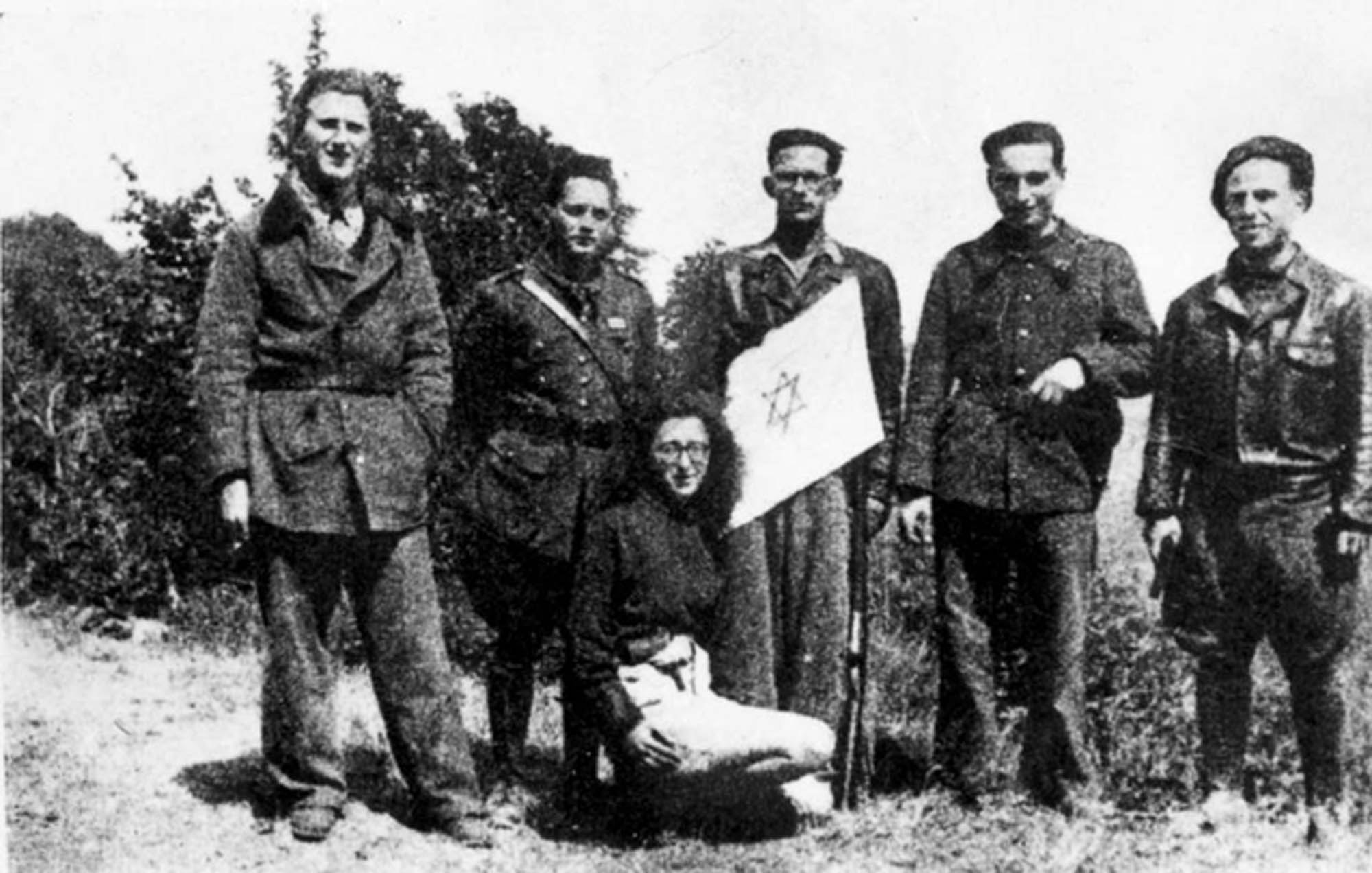
犹太人马基战士

鉴于德国人向犹太人发动的行動，对后者来说，藏匿不仅是抵抗的属性，也是避免围捕的一种方式。他们中的许多人在非犹太组织和网络中战斗。然而，潜伏在他们身上威胁的特殊性促使一些犹太人聚集在一起，营救法国集中营（博讷拉罗朗德、米尔斯集中营等）的被拘留者，规划逃跑路线，制作假文件，并为解放而战。
1941年，罗贝尔·冈松（化名卡斯特）的在法国的以色列照明者和约瑟夫·威尔博士（Dr.Joseph Weill）和乔治·卢万热（Georges Loinger）的儿童救援工作周围形成了第一个秘密网络。
雅克·拉扎吕斯（Jacques Lazarus）也在犹太军队周围组织了军事抵抗（解放后将成为犹太人战斗组织（OJC）），该组织占领了卡斯特尔附近的黑山进行马基战斗。OJC参与了解放斗争，特别是在卡斯特尔和勒皮昂韦莱，并将被纳入FFI。其领导人之一莫里斯·洛本伯格（Maurice Loebenberg）化名莫里斯·卡舒德，负责尼斯地区的伪造文件，被民族解放运动（MLN）召集到巴黎集中伪造文件服务。卡尔·雷贝安（Karl Rehbein）背叛了他，他也将对在布洛涅森林瀑布（Bois de Boulogne cascade）被枪杀的年轻抵抗战士的屠杀负责，1944年7月，他被法国盖世太保逮捕并折磨致死。1944年8月17日阿洛伊斯·布鲁纳将幸存的JCO成员从德朗西驱逐出境，他们是布鲁纳的最后一批受害者。这被称为“最后一辆马车”或“51名人质车队”。这次运输中有27名囚犯，包括雅克·拉扎吕斯，设法从火车上跳下来逃生。

### 茨冈人
茨冈人（也被称为辛特人、吉普赛人、耶尼什人、罗姆游牧民族……）参加了法国的内部抵抗。他们特别帮助犹太人，加入“某些游击队团体，特别是在韦科尔”，并接待战士。这些抵抗者包括让·博马利、雷蒙·居莱姆和阿尔芒·斯特内格利。

### 外国人
许多外国政治难民别无选择：承诺对外国人进行行政拘留或抵抗。当他们是共产主义者时，他们加入了自由射手和游击队-外国劳工分支（FTP-MOI）的单位。

#### 波兰人
1940年6月，80,000名波兰士兵在法国作战。6月17日，他们没有放下武器投降。由于波兰政府拒绝接受贝当元帅的停战协议，他们别无选择，只能撤离到英国或躲藏起来。早期，网络形成，指示和资金来自伦敦（来自波兰流亡政府及其英国盟友SOE）。这些网络的任务是多方面的：包括收集敌军后方的军事情报、规划盟军士兵的逃跑路线以及后来的战斗组织。
在法国创建和运作的主要组织是波兰独立斗争组织，称为POWN或Monika。在此之前，在1940年创建了F2网络。
POWN的军事组织由达尼埃尔·兹德罗耶夫斯基（化名“达尼埃尔上校”）指挥。1944年5月28日，兹德罗耶夫斯基和雅克·沙邦-戴尔马将军签署了波兰和法国流亡政府之间的协议，将波兰战斗部队置于法国内务部队，即FFI的管辖之下。
波兰人也参与解密活动。恩尼格玛的编码系统是一种加密机器，在战间期和第二次世界大战期间被德国军队和外交部门使用，但被波兹南大学的三位数学家马里安·雷耶夫斯基、耶尔齐·罗日斯基和亨德里克·齐加尔斯基破解，他们在波兰陆军总参谋部第二部门的数字办公室工作。正是1933年建造了一个“恩尼格玛”的复制品，并解码了德国通讯，取得了很大的成果。1939年7月，在迫在眉睫的战争气氛中，波兰人与法国和英国特勤局分享了他们的成就，并制作了“恩尼格玛”的复制品。这使得盟军，特别是英国，能够破译德国和后来的日本通讯（“超级行动”）。因此，盟军可以先发制人或预判对手的行动。盟军专家得到了波兰专家的帮助，他们于1939年9月被疏散到法国，然后在法国战败和停战后抵达英国。

#### 西班牙共和派

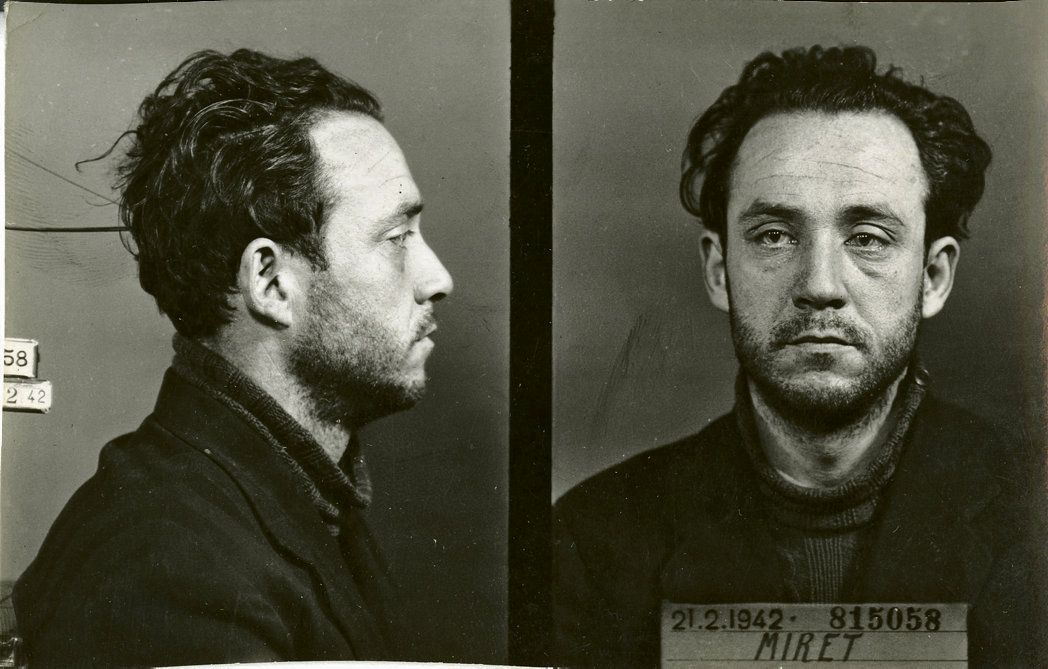
西班牙共和派抵抗战士康拉德·米雷特·穆斯特

在法国西南马基和巴黎，有数千名西班牙共和派、共产主义者（路易斯·费尔南德斯等）或无政府主义者，在布列塔尼（罗克·卡里翁等），如塞文山脉、普瓦捷、波尔多、昂古莱姆、阿维尼翁、蒙特利马尔、瓦朗斯、阿讷西等。还有格尔尼卡营，由西班牙巴斯克难民组成。巴黎的外国劳工分支（塞莱斯蒂诺·阿方索、康拉德·米雷特·穆斯特、曼努埃尔·贝赫斯、何塞·巴隆·卡雷尼奥等西班牙游击队成员）将占据重要地位，并欢迎大多数西班牙共产主义者。
富瓦由康齐塔·拉莫斯抵抗组织守卫，并由西班牙人单独解放。
1944年8月24日20时41分，在雷蒙·德罗内上尉的指挥下，第九装甲连的第一支分遣队“La Nueve”，包括阿马多·格拉内尔将官和士兵拉斐尔·戈梅斯·内托和曼努埃尔·洛萨诺，是第一支通过意大利门进入巴黎的盟军。
瓜达拉哈拉战车首先穿过外部林荫大道。它几乎完全由西班牙无政府主义者组成，说卡斯蒂利亚语。第九装甲连随后将参加斯特拉斯堡解放。

#### 意大利人
1941年9月6日，在法国避难的意大利共产党和社会党代表签署了《图卢兹呼吁》，随后于1943年3月3日签署了《里昂条约》，巩固了抵抗运动的统一行动。意大利人，特别是摩泽尔省工业区的许多人，与波兰人一样，在“马里奥集团”（Mario Group）的成立中发挥了决定性作用（马里奥是集团创始人让·比尔热Jean Burger的笔名），这是该省的主要抵抗组织，后来并入希特勒帝国。1943年6月10日，位于巴黎塞迪洛街的意大利法西斯党总部遭到意大利人里诺·德拉·内格拉指挥的FTP-MOI突击队的袭击。

#### 荷兰人
荷兰巴黎网络由赫尔曼·拉特斯曼和让·魏德内尔领导，拥有400多人。该网络还为流亡伦敦的荷兰政府提供情报。它并非完全由荷兰人组成，主要由法国人和来自不同背景的人物组成，包括著名的德国抵抗战士卡尔·海因茨·格斯特纳。其成员与其他法国抵抗运动网络（伪造文件、走私、藏匿住所等）密切合作。在1944年2月的一次镇压之后，该网络的大多数成员被逮捕并驱逐到集中营，所有情况尚不清楚。许多人没有回来。

#### 卢森堡人
大约400名卢森堡反法西斯分子，以及拒绝服役或离开国防军的年轻人，离开卢森堡继续在法国马基斗争。他们在里昂、格勒诺布尔和阿登地区特别活跃。
安托万·迪德里希（Antoine Diederich）以其战斗化名“巴普蒂斯特上尉”（Captain Baptiste）而闻名，他指挥着大约77名游击队员。他因袭击里永监狱而出名，迪德里希和他的游击队释放了114名抵抗战士，其中30人被判死刑。

#### 德语圈人

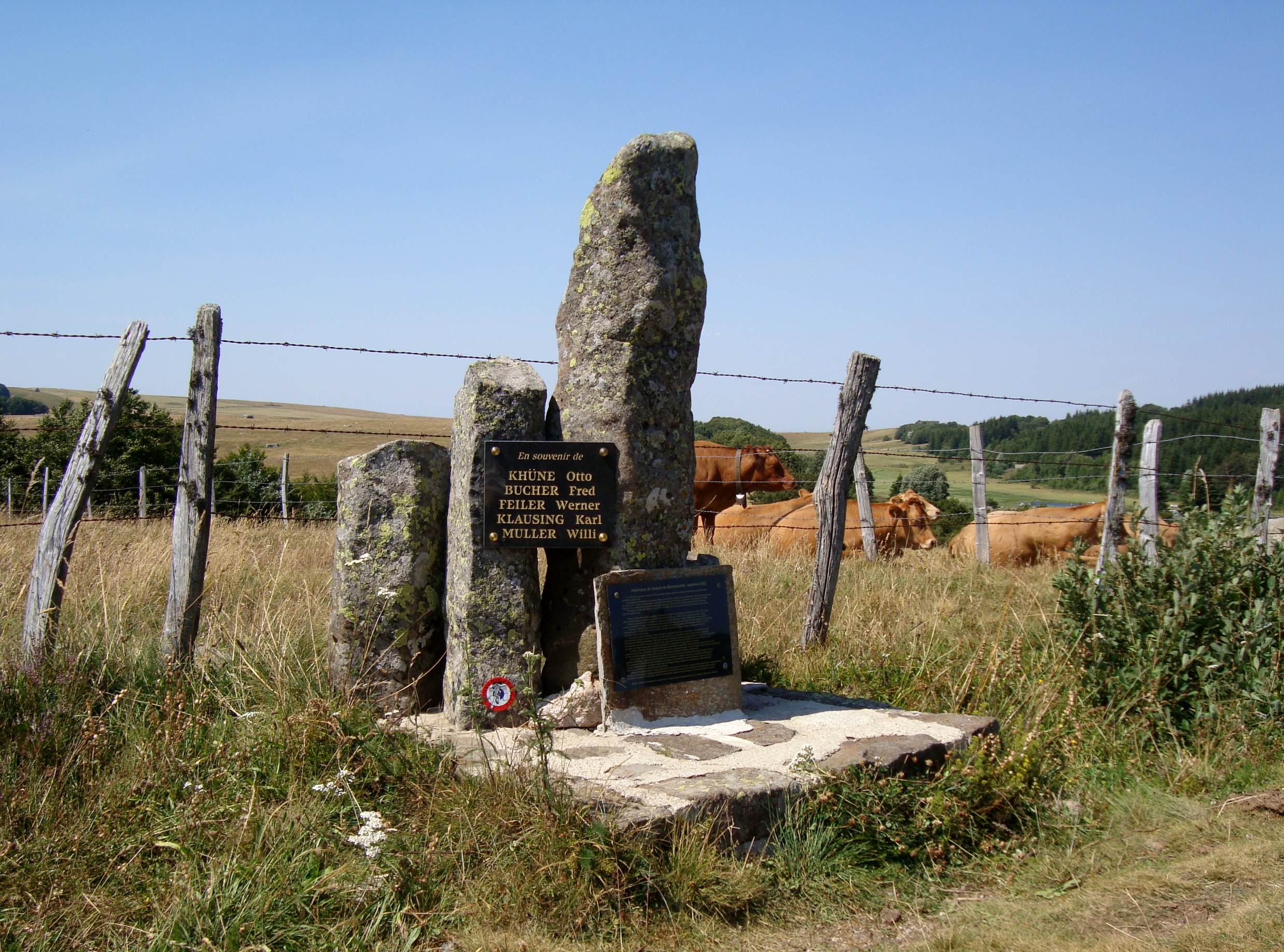
博讷孔贝山口的马基战士纪念碑

德国和奥地利的共产主义者和反法西斯分子以及奥匈帝国继承国的人也参加了抵抗运动，特别是在德国劳工组织。德国共产党（KPD）和奥地利共产党（KPO）的流亡领导主要在图卢兹进行活动。同样，反斯大林主义马克思主义的奥地利共产主义革命者团体（RKÖ，后来的RKD）在蒙托邦避难，主要从事宣传工作。
从1943年春开始，德国反法西斯分子（主要是共产主义者）在上洛泽尔和塞文山脉（博讷孔贝和马尔维约尔马基，然后是山区马基）与法国抵抗运动并肩作战。它由大约40名前国际纵队战士组成。他们最初受雇于外国工人团体（GTE），后来受到南部地区占领的威胁，变成了马基。它由前帝国议会议员奥托·居讷（Otto Kühne，化名罗贝尔）领导，1944年7月，他指挥了2000多名FTP战士。
成千上万的德国人参加了法国的反纳粹主义抵抗。德国抵抗战士成功地在法国招募了德国士兵，他们通过提供武器和信息帮助法国抵抗。

## 抵抗运动中的女性

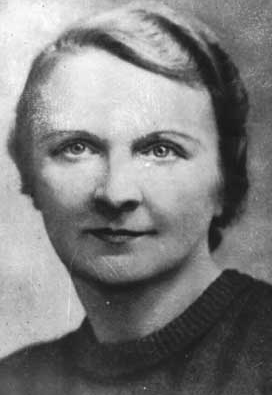
贝尔蒂·阿尔布雷希特

抵抗运动中的第一位女性是贝尔蒂·阿尔布雷希特（Berty Albrecht），她是由她的同伴亨利·弗勒奈（Henri Frenay）领导的战斗运动的第二号人物，在里昂去世，情况与让·穆兰类似，并作为解放运动的同伴安葬在瓦雷里安山（Mont Valérien）。
妇女人数少于男子，占抵抗战士的15%至20%，约占政治驱逐者的15%，但根据其他估计，这一比例提升到20%至30%。然而，对女性的史学处理与男性不同，文件通常“显示女性扮演母亲或家庭主妇的角色”。
他们通常被限制在从属角色。露西·奥布拉克（Lucie Aubrac）是一位象征性人物，在南方解放运动的等级制度中从未扮演过明确的角色。埃莱娜·维亚奈与丈夫菲利普·维亚奈共同创立了保卫法国抵抗运动，但她从未在报纸上写一篇文章，尽管她与其他领导人的妻子一起参加了所有编辑会议。另一方面，社会主义行动委员会（CAS）联合创始人苏珊·比松（Suzanne Buisson）是财务主管。玛丽·玛德莱娜·福卡德和玛丽·路易丝·迪萨尔是法国领导大型抵抗网络的女性之一。
早在1940年，妇女就组织了家庭主妇的示威，在激励和资助罢工者（如1941年5月在北加莱省）以及在支援马基方面无处不在。作为打字员，尤其是作为联络员，她们是不可或缺的——部分原因是德国人对女性的警戒心较低，而且针对STO（强制劳动服务）抵抗者的无数身份检查也不涉及她们。
尽管全国抵抗委员会在1944年3月的复兴计划中没有提及妇女的投票权，但戴高乐将军于1944年4月21日在阿尔及尔签署了一项法令，宣布妇女在与男子相同的条件下有资格投票：因此，抵抗运动的解放作用得到承认。

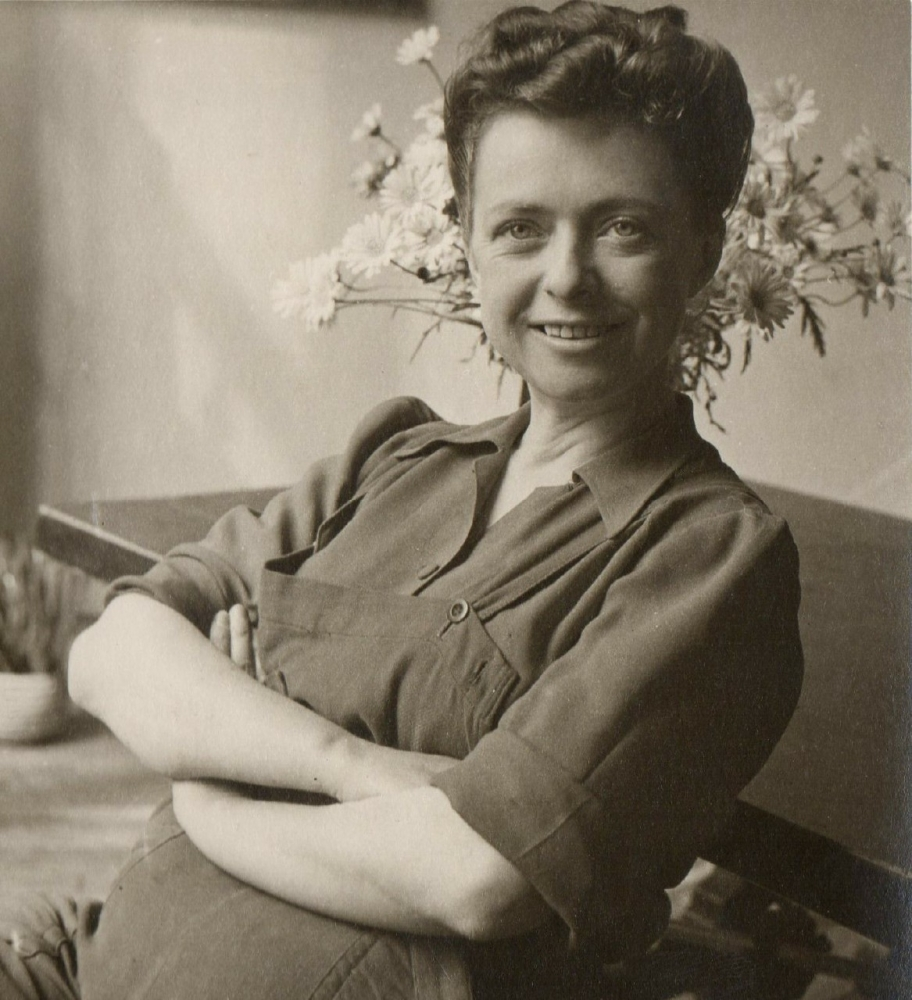
玛丽·特莱斯·奥弗雷，承担了巴黎和诺曼底之间的通讯工作，并得到了德怀特·艾森豪威尔将军的肯定

值得一提的是，无数影子战士作为一对夫妇生活在整个战争中，如果没有他们的同伴在场，他们的抵抗将异常艰难甚至无法进行：诸如贝尔蒂·阿尔布雷希特和亨利·弗勒奈、雷蒙和露西·奥布拉克、吉尔贝和皮埃尔·布罗索莱特、保莱特和莫里斯·克里格尔·瓦尔里蒙、埃莱娜和菲利普·维亚奈、玛丽·埃莱娜和皮埃尔·勒福舍、克莱塔和达尼埃尔·梅耶、罗尔·唐吉夫妇等组成了不可分割的夫妻。女同性恋抵抗者也作为一对夫妻进行斗争，如安德烈·雅各布和埃夫利娜·加尼耶、克洛德·卡安和苏珊·马勒布，以及玛丽·泰蕾兹·奥弗雷和诺埃勒·吉尤，有时会被一起驱逐出境，如苏珊·莱克莱齐奥和伊沃内·齐格勒。
许多抵抗战士在不中断战斗的情况下秘密结婚生子。有些人拯救了丈夫的生命，如露西·奥布拉克或玛丽·埃莱娜·勒福舍。其他人将在战后从政，如吉尔贝·布罗索莱特（Gilberte Brossolette），她将当选为社会党参议员，并成为参议院第一位女性副主席，或安德烈·维耶诺（Andrée Viénot），她将成为议员和临时政府成员。其他人则与丈夫共享命运，直到酷刑、驱逐和死亡。1943年1月24日著名的车队，被称为“31000车队”，将法国抵抗战士带到奥斯威辛，其中包括许多被枪杀者的遗孀，如乔治·波利策的妻子玛伊·波利策、让-里夏尔·布洛克的女儿弗朗丝·布洛克-塞拉赞以及著名学者保罗·朗之万的女儿、作家雅克·所罗门的妻子埃莱娜·所罗门。
抵抗战士索朗热·桑富尔什（又名玛丽·克洛德）是打字员秘书和联络员。她把邮件寄给安德烈·迪富尔（化名奥利维耶）。
许多西班牙共和派，如内乌斯·卡塔拉、孔奇塔·拉莫斯和弗兰奇娅·阿尔楚埃特，都被驱逐出境，她们都是抵抗运动成员。
德国妇女也参加了法国的抵抗运动，主要是社会主义或共产主义活动家。

## 抵抗运动的具体行动
抵抗运动在两个不同的层面上行动：一方面，他们希望为德国的军事失败做出贡献，另一方面，他们希望影响公众舆论，使法国转向他们认为正确的阵营。

### 秘密媒体
在占领下幸存下来的唯一合法和授权的媒体是为德国占领者和维希的宣传服务的媒体。这些媒体称抵抗战士为“恐怖分子”，并鼓励镇压他们。
因此，许多抵抗运动的第一个行动是出版和传播秘密媒体，并取得了真正的成功：1940年至1944年间，发行了近1200种标题和1000多万份秘密报纸，其中发行量最高的三家每天总计70万份，这使它们特别暴露。
纸张、墨水和打字机稀缺、昂贵，其销售受到严格控制。找到秘密报纸印刷厂及其领导人是警方的首要任务。在第一批被捕者中，让-巴蒂斯特·勒巴（Jean-Baptiste Lebas）发起了自由人运动，并在驱逐出境后死亡。在1200名抵抗媒体工作人员中，有400人被杀害（驱逐、枪杀、斩首）。
铁路工人在传播中发挥了重要作用，自行车运动员也起到了补充作用。为了保持匿名，传播人员有时会把报纸放在长凳或桌子上。最早出版的印刷品是《法国真理报》（1940年10月）和《抵抗报》（第一期日期为1940年12月15日）。另一份秘密文件《弓》甚至可能早在1940年9月就出现了：第一期未注明日期，评论了贝当在8月13日的讲话，评论蒙特瓦勒会议的副本已经是第11Y期。
大多数其他秘密报纸出现在1940年最后几周和1941年初。由于禁止销售所有原材料-包括纸张、油墨、模板等，因此它们仅由数张纸组成，通常甚至是一张双面圆形纸张。
然而，这些报纸的印刷量增长相当快。1941年6月，在北部地区，自由射手组织的《庞大固埃》发行了一万份，而取代它的《北部解放报》发行量相当快，达到了5万份。1944年1月，《保卫法国报》发行了45万份，每天近50万份。
在南部地区，弗朗索瓦·德·芒通（François de Menthon）的《自由报》和亨利·弗勒奈的《真理报》合并后，1941年12月至1944年1月出版了58期《战斗报》，同一时期出版了37期《自由射手报》、5期《解放报》和15期《基督教见证报》。对于印刷品，多米尼克·维永（Dominique Veillon）和奥利维耶·维维奥尔卡（Olivier Wieviorka）在开始时给出了5000至10000份的数字，然后给出了125,000至150,000份的平均数字。
在解放之前，《人道报》有317个秘密号码。
此外，一些运动，特别是在北部地区，如抵抗运动（CDLR）和解放运动（CDLL），以及在较小程度上的民事和军事组织（OCM），拒绝进行民事行动，宁愿坚持军事斗争。
其他一些运动，如1941年8月由学生菲利普·维安内（Philippe Viannay）、罗贝尔·萨尔蒙（Robert Salmon）和雅克·吕塞兰（Jacques Lusseyran）创立的保卫法国运动，拒绝建立情报机构或自由军团。基督教见证属于同一类。

### 破坏活动
许多秘密实验室正在建立，以生产急需的炸药。1941年8月，儒勒·迪蒙和化学家弗朗丝·布洛克-塞拉赞建立了一个小型实验室，为第一批共产主义战士提供炸药。该实验室还生产氰化物安瓿，使抵抗战士能够自杀，从而避免被捕时遭受酷刑。弗朗丝·布洛克-塞拉赞于1942年2月被捕，遭受酷刑，被驱逐到汉堡，并于1943年2月被送上断头台。在南部地区，前保王党人雅克·勒努万（Jacques Renouvin）代表战斗网络的法兰克团体从事同样的活动。
根据当地的情况，炸药主要是手工制造。英国人还通过他们的SOE网络空投了数吨，其主要任务之一是破坏。
破坏离开武器工厂的原材料是一种更为谨慎但有效的行动形式。
同样，“个人”或小团体抵抗者以非暴力方式取得成果。通过伪造文件和报告，官员剥夺了“合作”工厂所需的部分原材料、能源或劳动力。一些工业家将生产交付给占领者。

### 城市游击战
游击战的做法全部是共产主义抵抗者的行为。目标是发动袭击，打击市中心的敌人。1941年6月苏联参战后立即发生了第一波袭击。共产党有一个明确的目标：与苏联并肩作战，就像自由法国与英国并肩作战一样。目标是在西部牵制尽可能多的德军。
1941年8月21日，皮埃尔·乔治（Pierre Georges），更为人熟知的是化名法比安，在巴贝斯地铁站枪杀一名德国军需官，海军陆战队军校学员莫瑟尔（Moser）。这一袭击以及年轻共产主义者在随后几周实施的袭击在针对目标方面的效果微乎其微，并夺去了许多人质的生命，其中包括抵抗运动领导人，如代斯蒂安·道尔夫。秘密共产主义媒体对这些袭击报道非常谨慎，特别是在南特发生的袭击，作为报复，98名人质被处决。共产党最终选择放弃这种太不受欢迎的行动。

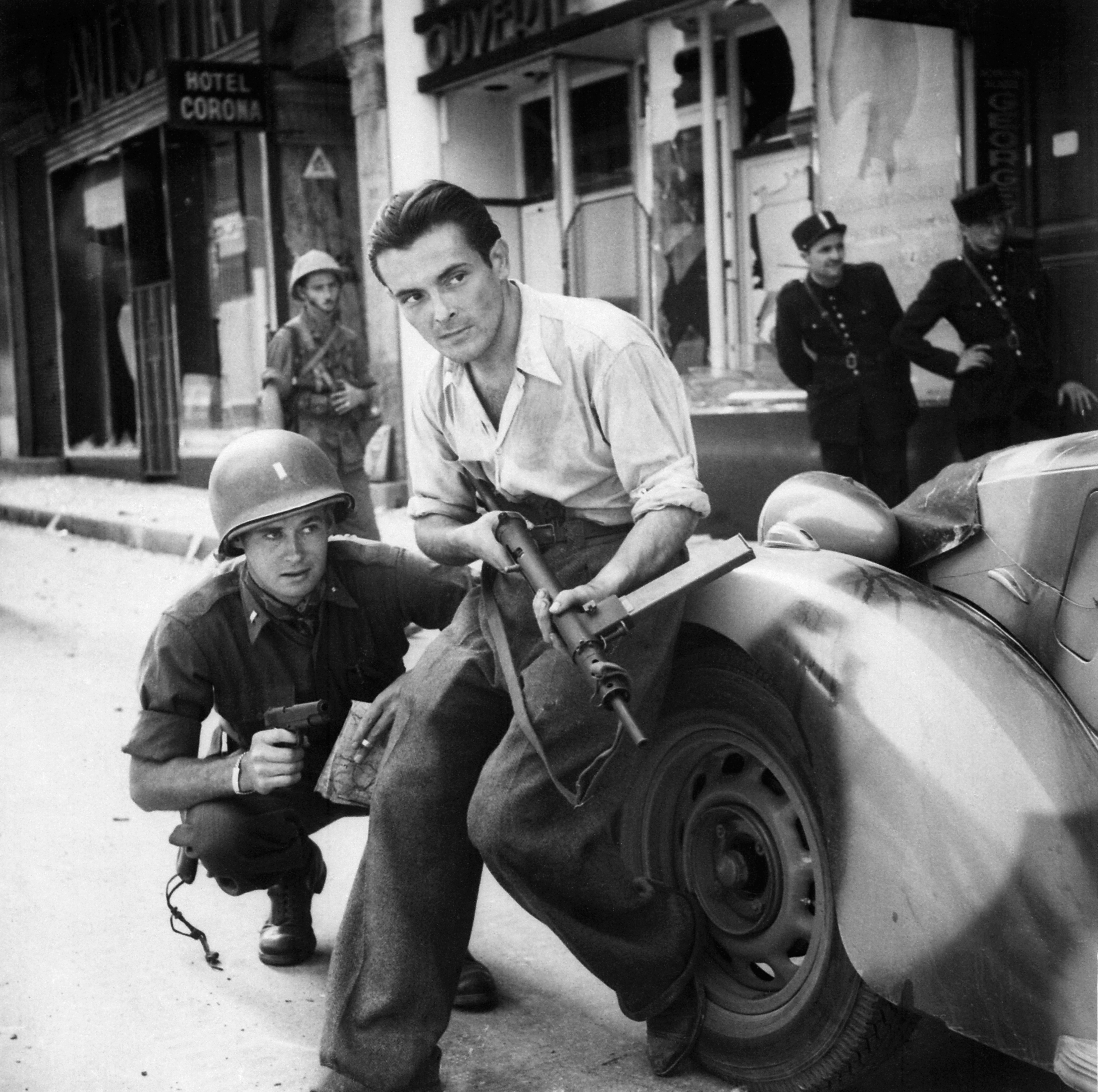
法国抵抗战士和一名美军士兵合影

1943年7月至10月在巴黎对德国士兵或军官进行一系列直接攻击的团体组织得更好。约瑟夫·埃普斯泰因（Joseph Epstein），化名吉莱上校（Colonel Gilles），是FTP-MOI的负责人，他还负责指挥整个巴黎地区的FTP战斗成员，在那里，由15名战斗成员组成的真正突击队训练使他能够执行一些相对宏大的行动，例如攻击一支德国分遣队，该分遣队以正步向星形广场（Place de l'Etoile）行进。这在自1940年以来一直秘密组织的三人小组中是不可能的行动。这些MOI突击队是由外国人组成的。亚美尼亚人米萨克·马努奇安领导的小组是最著名的。

### 马基

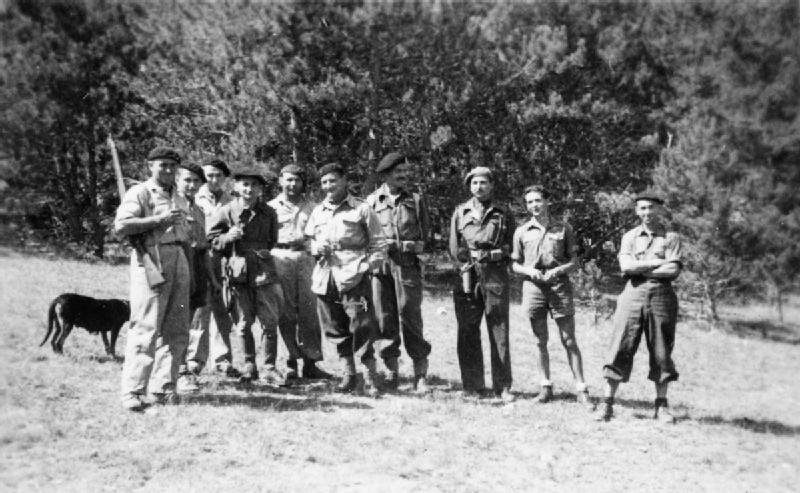
上萨瓦省的马基队员和SOE的军官合影

马基是指在平时难以接近的地区活动的抵抗群体，那里丰富的植被可以掩盖群体的运动。法国的山脉，如阿尔卑斯山、汝拉山、中央高原、莫尔万山脉或科西嘉山脉，有利于此类定居点。
除了少数例外，如乔治·甘古安（Georges Guingouin）或让·隆吉（Jean Longhi），抵抗运动在1943年之前几乎没有考虑建立马基。正是试图逃避1943年2月16日开始的义务劳动服务（STO）的不满人群涌入导致马基的创建，在那里，更有经验的抵抗者来监督年轻人。此外，在同一年，抵抗达到了足够成熟的程度，可以设想控制一些领土。在让·穆兰（Jean Moulin）的领导下，南部地区的三个运动合并为MUR，1943年3月成立了国家马基服务局（SNM），由米歇尔·布罗（Michel Brault）负责。1943年10月，SNM估计其控制范围内的游击队人数为43,000人（南部地区22,000人，其中营地14,000人，安置8,000人；北部地区21,000人，营地14,000人，安置7,000人），此外还有65,000名定居点（南部地区50,000人，北部地区15,000人）和FTP游击队，南部地区5,000人，北部地区7,000人（这些数字来自热罗姆（米歇尔·布罗）报告，可能有些夸张，应谨慎使用）。
然后又出现了各种各样的问题：抵抗者坚持抵抗的动机变化很大，物资供应困难，武器不足，但随着时间的推移，产生了相当数量的马基，在某种程度上，它们象征着抵抗的概念。
通过马基，抵抗本身采取各种形式，这取决于所采用的战术。这在德国占领期的最后一年出现分歧。“戴高乐主义者”与MUR或ORA组织一起，更愿意将他们的马基保留在广泛行动的储备中，并将他们的活动集中在向盟军和FFL传递情报，而FTP的马基则声称参与骚扰德军和法兰西民兵的行动。根据地区的不同，AS或FTP的不同灌木丛之间的竞争可能非常激烈或不存在。在如何看待马基的创建方面，文化差异将前ORA军官与共产主义游击队区分开来，前者主要将马基视为战略要塞、桥头堡或支点，后者更倾向于控制人口。

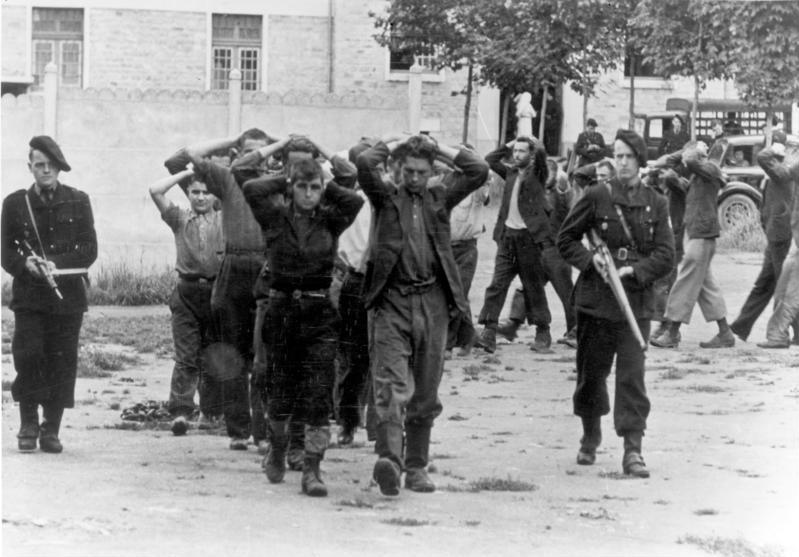
1944年6月，法兰西民兵逮捕马基成员

法兰西民兵（1943年1月23日，德国入侵南部地区后停战军解散后成立）成为这一时期的重要角色。它参与打击马基，作为低或中强度干预的前线部队，以及德军进行的大规模攻击的辅助部队。这使得1943-1944年这段时期看起来像是一场内战，直到1944年底，随着肃清的停止和戴高乐政府的确认，内战才结束。
1943年11月11日，在亨利·罗曼·佩蒂上尉的命令下，安省和上汝拉省的马基控制了奥约纳（安省），并向死者纪念碑行进。在热情接近的奥约纳人面前，他们敬献了一个洛林十字架形状的花圈，上面写着“明天的胜利者，14-18岁的人”。抵抗战士随后离开城市。
马基曾经有三次参加与强大的德国军队的直接对抗而遭受巨大损失。1944年1月，AS创建了位于上萨瓦省格里埃尔马基，由前阿尔卑斯山猎人军官汤姆·莫雷尔指挥。大约450名战士加入了格里埃尔高原：包括300名AS、大约100名FTP和大约50名西班牙共和党难民。1944年2月13日，他们被维希安全部队包围，并获得了武器空投，但在1944年3月，他们遭到了大约3000名德军山地猎人和700至800名法兰西民兵自由卫队的袭击。在荣誉奋战之后，他们必须散开：130名游击队在战斗中丧生，主要是在撤退期间或被捕后。
1944年5月底，有2500人聚集在奥弗涅地区的穆谢山。在6月2日第一次进攻失败后，德军于6月9日再次进攻。幸存者们聚集在上特吕耶尔。6月18日，国防军袭击5000人的马基，造成至少100人死亡，不包括报复行动的受害者。6月20日，发布了整体疏散令。

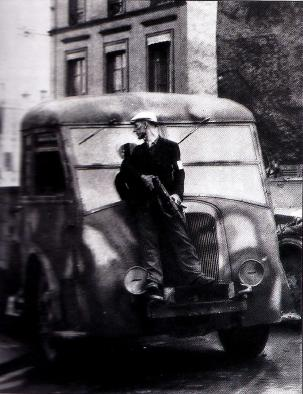
一名埋伏中的抵抗运动战士

1944年7月21日维尔科尔马基遭遇了更大的袭击和损失。有4000人集中在那里，得到了各种国内抵抗运动、中央情报和行动局（BCRA）和英国人的支持。但FTP一直反对该项目。维尔科尔地区完全被悬崖包围，但德国国防军的滑翔机使用准备接收盟军增援的跑道进行攻击。袭击导致有840人死亡，包括200名平民，许多马基成员被驱逐出境。

### 其他形式的抵抗
除了武装斗争以外，还有其他形式的敌对行动。许多印刷商制造假文件来协助坠落在被占领土上的飞行员在前往英国的途中通过检查。例如，皮埃尔·维罗尔（Pierre Virol）和他的女儿女婿在被背叛和严刑拷打后被驱逐到毛特豪森。
因此，那些在法国领土上为拯救犹太人而工作的人可以被同化为抵抗者。他们在全球被称为国际义人。

## 抵抗运动成员的生活和死亡

### 秘密双重生活

#### 化名
并非所有抵抗者都是秘密的。但几乎所有人都有一个化名，只有他的同志和“联系人”才知道。
让·穆兰的化名是雷克斯（Rex）和马克斯（Max）。德国人称联盟网络为“诺亚方舟”，因为它的所有成员都有动物的名字。BCRA的领导者们在巴黎地铁站（帕西、科维萨尔、圣雅克）找到了灵感。战争化名的选择可能没有特定的维度，是偶然的产物或来自高层的决定，但也有非常特殊的含义。杰出的业余艺术家让·穆兰向伟大的犹太诗人马克斯·雅各布致敬。贝尔蒂·阿尔布雷希特（Berty Albrecht）取了维多利亚（Victoria）这个名字。民族主义者贝努维尔（Bénouville）指的是作家巴雷斯（Barrès）或陆军元帅拉伊尔（La Hire）。中世纪历史学家马克·布洛克（Marc Bloch）喜欢阿尔帕容（Arpajon）、谢弗勒兹（Chevreuse）或纳博讷（Narbonne）等地名，以表明他对各种法国风土的依恋。图卢兹反情报部门负责人马塞尔·特兰迪耶（Marcel Taillandier）被称为莫朗日（Morhange）或里卡多（Ricardo）。
最重要或最受关注的抵抗者必须不断改变假名，以模糊自身的轨迹。亨利·罗尔·唐吉（Henri Rol Tanguy）在解放前不久借用罗尔的化名，以纪念在国际纵队中阵亡的一位党员。战斗首领亨利·弗勒奈（Henri Frenay）在地下世界最为人所知的是夏尔维（Charvet），但他也有大约15个其他名字，包括Xaintrailles或Nef-不定，正如他在《黑夜将结束》中所说，他最终在飞往伦敦之前签下了自己的真名，因为他知道德国人早就查到了他的真实身份。
战后，许多抵抗战士用他们的战斗名字代替了他们原来的名字，如卢西恩·拉谢（拉扎尔·拉什利纳）、莱蒙·奥布拉克或塞尔日·拉瓦内尔，部分原因是，根据后者在回忆录中的话，抵抗是他们身份的重建。其他人则将其与真名联系起来，如亨利·罗尔-唐吉、莫里斯·克里格尔·瓦尔里蒙或雅克·沙邦-戴尔马。露西·奥布拉克将1944年初抵达伦敦时出生的女儿命名为卡特莉娜（Catherine），这是她在南部解放网络中的化名。
除了内部使用的化名外，抵抗者还经常需要一个秘密的假身份。这是通过制作假文件。像皮埃尔·卡恩·法雷尔（Pierre Kahn Farelle），又名假文件皮埃尔，为南部解放运动和MUR提供了精彩的作品。一般来说，假身份保留相同的首字母，以与个人衬衣上刺绣的首字母一致。通常情况下，如果抵抗者达到了接受义务劳动服务（STO）的年龄，他会高报自己年龄，并声称自己已经解放的北非或一个公民身份遭到轰炸的城市。如果他被捕，问题是看他的假身份是否“成立”，至少是为了保护他的亲属免受报复，防止德国人追踪。

#### 隐藏、“联系”和移动
抵抗战士通常避免在家休息，或者如果他已经躲藏起来，他必须找到一个“藏身处”，其地址只有他自己和最少数量的联络官才能知道。秘密法国共产党三角总监雅克·迪克洛（Jacques Duclos）、夏尔·蒂永（Charles Tillon）和贝诺瓦·弗拉雄（Benoît Frachon）都躲在于尔普瓦，从未被抓获。许多重要的抵抗战士必须定期更换藏身处。警方会搜查“烧焦”的藏匿处或邮箱，在面临严重危险的情况下不得再使用。类似的“烧烤”抵抗者必须改变城市，前往参加马基，甚至前往伦敦或阿尔及尔。因此，从1943年中期开始，里昂逐渐失去了其作为抵抗之都的作用：全国抵抗委员会（CNR）、联合抵抗运动（MUR）的领导机构和许多运动前往巴黎，因为有太多的来自里昂的抵抗者。至于马基，许多抵抗战士也在那里避难，他们的安全规则是永久“游牧”状态：所有大型的静态马基最终都被包围和摧毁。
许多躲藏起来的抵抗战士不得不改变自己的外表。“几乎所有抵抗运动的人都曾一度染发，”他们不得不剪头发或长时间穿头发。许多人爬起来，留胡子和胡须，或者剃掉。戴深色厚框眼镜也很常见。至于女性，她们有时会改变步态，交替穿平底鞋或高跟鞋。
由于被迫躲藏，抵抗者通常避免撰写供个人使用的笔记，不建议保存地址簿或日记，并在保存日记时像让·盖埃诺那样对自己的日记进行自我审查。如果一个男子在婚姻中甚至整个家庭中反抗，大多数人会对他们的配偶、父母和亲密朋友隐瞒他们的活动。他们有时不得不默默地忍受来自亲人的责难：亨利·弗勒奈在1941年初参战时，母亲强烈反对他。
虽然抵抗者可以单独行动，但他们通常是网络或运动的成员。但许多人在战争结束前永远不知道他们为哪个团体工作，也不知道责任人。在占领期间形成的新词“联系”指的是每个抵抗战士试图在其随行人员或邂逅中招募其他人的步骤，以及他必须与其他抵抗战士进行的多次面谈。因此，秘密运动之都里昂的索恩河岸几乎是影子之间永久“接触”的地方。
少数知名人士乘坐飞机往返于法国大都市和伦敦之间：在满月之夜，英国莱桑德（Lysander）小型运输机能够运送三四人，在约定的地点接抵抗战士，并将他们带到伦敦；他们有时在返回时跳伞。海上联系也可能存在，1942年11月，吉罗将军乘坐潜艇抵达阿尔及尔。1944年2月，风暴将名为“波浪玩具”的船冲上布列塔尼海岸，导致皮埃尔·布罗索莱特（Pierre Brossolette）和埃米尔·博莱尔（Emile Bollaert）被捕，前者在巴黎福煦大道的盖世太保总部自杀，后者被驱逐出境。

### 抵抗战士和武装斗争
奥利维尔·维维奥尔卡在其关于《保卫法国》的论文和随后的著作中，以及民间抵抗专家雅克·塞梅兰（Jacques Sémelin）都指出，自1871年镇压巴黎公社以来，到1940年法国一直没有人居住在政治暴力中，这是通过共和和民主文化适应，使得诉诸武装斗争变得更加困难，即使是工人阶级世界自19世纪末以来也没有经历过武装斗争。
法国共产党早在1941年就开始使用个人武装袭击。但被赋予这些任务的年轻共产主义者对杀害德国人有顾虑。例如，托尼·布隆库尔（Tony Bloncourt）放弃处决一名德国人，尽管他可以非常安全地杀死对方：“在那一刻，在那一瞬间，我没有看到一名德国军官，我只看到了一个人。”与此同时，该党的秩序服务机构特殊组织（OS），成为瓦尔密集团，清算了马塞尔·吉顿（Marcel Gitton）等叛徒。1944年8月巴黎解放期间，亨利·罗尔·唐吉（Henri Rol Tanguy）重复了“每个人都有自己的罐子”的口号！“。面对战斗的激进主义和日益残酷的镇压，来自各方的许多抵抗者也在强化他们的言论和做法。1944年初，菲利普·维亚奈在《保卫法国》上发表了一篇关于“杀人的责任”的文章。根据法布里斯·维吉利（Fabrice Virgili）对这一问题的研究，合作者很早就被枪杀，法兰西民兵偶尔被游击队折磨致死，法国内务部队（FFI）在解放时参与切割妇女。
然而，大多数抵抗者不愿意诉诸暴力。对于基督教抵抗者来说，诉诸后者可能会导致良心问题：年轻的新教徒雅克·莫诺德（Jacques Monod）前往马基寻找死亡，他要求他的家人为他祈祷，因为“暴力需要宽恕”。哲学家让-卡瓦耶斯（Jean Cavaillès）希望将北方解放运动的抵抗行动军事化，并将重点放在情报、破坏和武装斗争上，而不是政治宣传上，但在该运动的领导层中几乎没有得到支持，他辞职成立了科奥尔-阿斯图里亚斯网络。
出现了很多轶事，抵抗者释放民兵和德国囚犯而没有对他们造成任何伤害，其他人否认被认为过于暴力的秘密文章或演讲，拒绝对合作者的家人进行报复等。奥利维耶·维维奥卡总结道，总体而言，尽管有明显的例外，“暴力不是抵抗运动的价值观”。当然，对于他的纳粹或民兵对手来说，情况并非如此。
马塞尔·泰朗迪耶的莫朗日网络是一个直接行动和反情报组织，负责清除试图摧毁法国西南部抵抗网络的叛徒、合作者和纳粹分子。他们消灭了数十名反对自由法国和抵抗运动的人。但每次清算前都会进行调查，通常以审判的形式要求供词，并有证人在场。他们未使用酷刑，但清算总是令人遗憾的，尽管这对赢得战争至关重要。

### 危险性
这些运动极为脆弱，不断受到逮捕和解散的威胁。只需要一次搜索或逮捕，德国人或他们的法国协作者就可以走上一条线，最终做出巨大的“打击”，摧毁抵抗力量。
许多人“跌倒”（暴露）是因为“捕鼠器”，诸如一个被发现的聚会场所，德国人一个接一个地阻止抵抗者出现。因此，1943年7月，近80名保卫法国的武装分子在巴黎第六区波拿巴街68号的“路易十三之愿”书店被捕；其中包括热内维艾薇·戴高乐-安东尼奥斯。1943年11月23日，在克莱蒙费朗撤退的斯特拉斯堡大学也发生了大规模的围捕行动：96名学生被捕，其中大部分是来自阿尔萨斯-洛林的学生。
在这种情况下，任何个人的鲁莽行为都会很快导致数十人“跌倒”。还有最轻微的谴责。因此，1943年11月底，格勒诺布尔圣巴托洛缪节举行期间，多菲内抵抗运动的11名成员被谋杀，许多人在驱逐出境时死亡。
著名的叛徒因害怕酷刑而被德国人“送回”，但也经常是为了金钱和特权，因此对许多逮捕和驱逐负有责任，如马赛的让·米尔顿、克莱蒙费朗的乔治·马蒂厄以及巴黎的马蒂尔德·卡雷，化名“拉夏特”。尽管勒内·哈迪在1943年6月21日卡鲁尔让·穆兰被捕事件中的角色从未完全澄清，但事实仍然是，他无视了所有基本的安全规则，几天前克劳斯·巴比逮捕了他，随后释放了他，并在贝努维尔（Bénouville）的命令下参加了一次他没有被邀请参加的会议。1943年9月，在吉伦特省，CMO地区负责人安德烈·格朗克莱芒以反共的名义接受了与盖世太保的事实联盟，通过接受其他被捕同志的协议拯救他们。这一非常混乱的事件导致了非常严重的分裂和当地抵抗的明显削减。1944年7月，他的前战友处决了格朗克莱芒夫妇。
命令通常是击杀被释放的叛徒，抵抗者经常不情愿地执行这一命令，他们永远不能忘记，以前“崩溃”的人分担了所有的危险。因此，这种厌恶被《陌生人之血》（1988年）的历史学家作者委托给MOI的幸存者，他们不得不处决大卫多维奇，他对马努尚集团的垮台负有责任，然后被德国人释放，任务是渗透他的同志。
在抵抗战士被捕后，一些人成功地逃离了监狱或拘留营。法兰克军团也设法释放其中一些人，或在转移过程中拦截他们。1944年，让-皮埃尔·莱维（Jean-Pierre Lévy）在巴黎街头获释，雷蒙·奥布拉克（Raymond Aubrac）在前往蒙吕克监狱（1943年10月）的途中，与几名同志一起从德国狱卒手中戏剧性地逃走。1944年，英国皇家空军甚至轰炸了亚眠监狱（杰里科行动），使一些人得以逃脱。
一些在法国被“烧死”的著名抵抗战士被莱桑德飞机带到伦敦，成为戴高乐将军建立的反国家部长，如1942年8月的安德烈·菲利普和1943年底的埃曼纽尔·达斯蒂耶或亨利·弗勒奈。许多抵抗战士试图经过北非，穿越比利牛斯山脉加入自由法国，通常在被弗朗西斯科·佛朗哥关押在米兰达营地。大约35,000名逃离法国的人中有相当一部分在“加入戴高乐”之前已经有过战斗经验。其中一些流浪者随后被派往法国执行破坏任务，安德烈·雅罗也是如此。这再次提醒我们，在大都市的抵抗和自由法国之间没有绝对的屏障。
许多伟大的抵抗者驳斥了忽视所有恐惧的“英雄主义”的先入为主的观念，承认他们一直都知道这一点。战斗领导人之一莫里斯·谢万斯·贝尔坦将军在回忆录的标题中提到了他两万小时的痛苦。拉扎尔·拉西纳（化名卢西安·拉谢，苏格拉底）在1950年的第二次审判哈迪中回忆说，“只有死去的人才是英雄”。

### 死亡

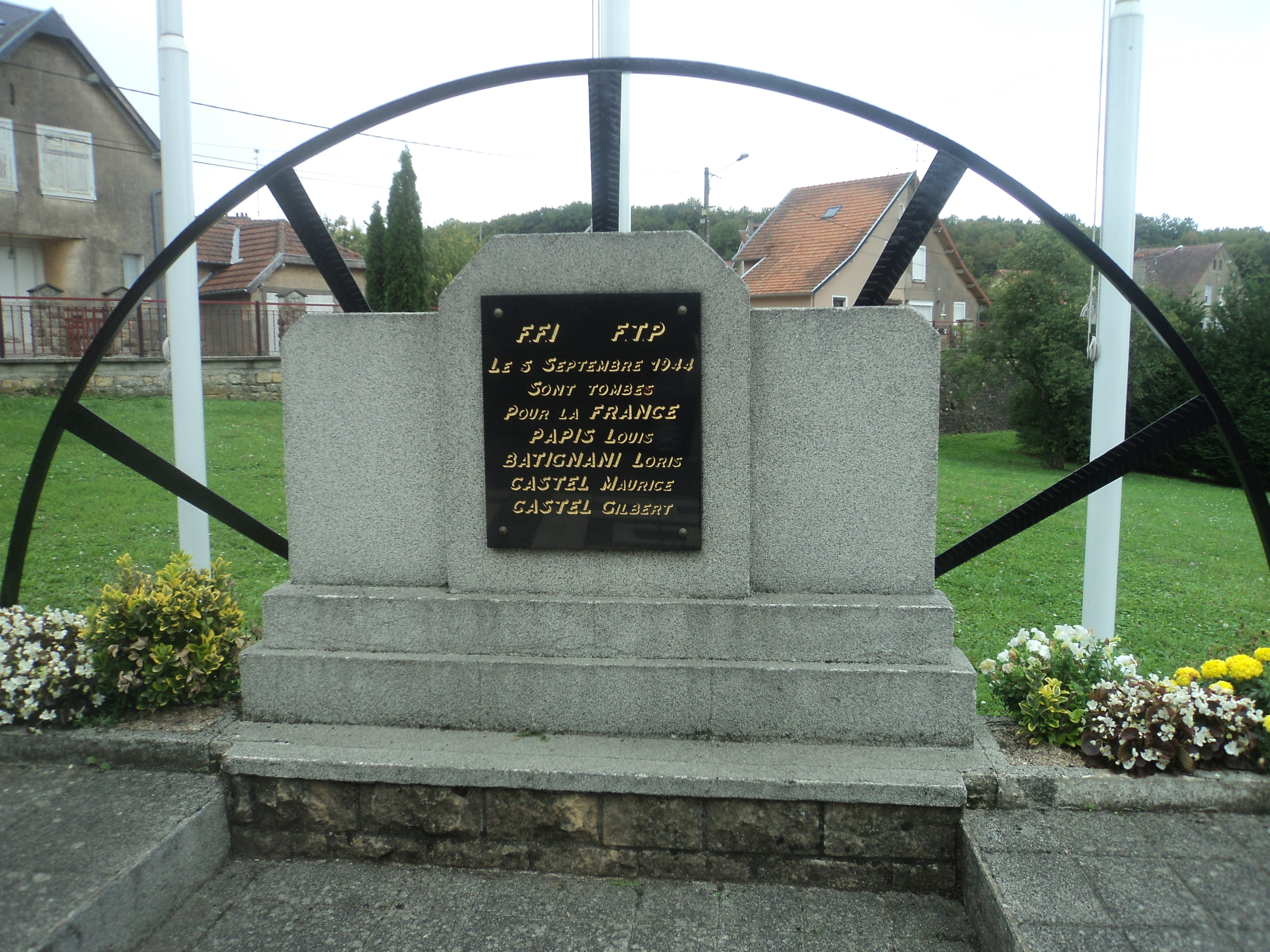
位于蒂克尼约的抵抗战士纪念碑

监狱、警察、民兵、盖世太保或党卫军的酷刑、枪决或斩首处决，或经常被驱逐到纳粹集中营，通常是抵抗者行动（或生活）的终点。
1944年1月起，维希政权设立的特别法庭、特别部门，特别是军事法庭，宣布并执行了200多项死刑判决。
吉伦特的苏什营地、巴拉德的射击场，还有特别是巴黎的瓦雷里安山，都是无数抵抗战士被处决的地方。在里昂，许多抵抗战士在被处决或驱逐出境之前被关押在蒙吕克监狱。妇女通常被转移到德国斩首，如奥尔加·邦西奇或艾米丽安娜·莫普蒂。在被逐出法国之前，德国人清空了监狱，屠杀了数百名政治犯：1944年6月，伟大的历史学家马克·布洛克在里昂附近去世。
从1942年春开始，德国人倾向于驱逐到死亡集中营而不是就地处决。纳粹集中营的野蛮和可怕的死亡剥夺了数千名抵抗战士有朝一日再次见到祖国的机会。1944年9月1日至2日夜间，108名联盟网络成员（仅此一例）被处决，随后在施特鲁托夫集中营火化。1944年6月，弗雷尔将军在同一营地死于精疲力竭。被纳粹归类为Nacht und Nebel（在“夜晚和雾中”被消灭）的抵抗战士是数千名注定要灭绝的同志中最持久的一类。其中包括1945年4月5日在达豪集中营被枪杀的德莱斯特兰将军。
尽管存在风险，但很少有人脱离抵抗。然而，幸存者并不总是有第二次机会。罗贝尔·卡恩（皮埃尔·卡恩-法雷尔，又名“假文件皮埃尔”的兄弟）出生于巴黎，是一名冶金实业家，以雷诺的名义担任卢瓦尔河MUR的负责人。他第一次在圣艾蒂安被盖世太保逮捕，在露西·奥布拉克的帮助下逃跑。1944年8月，他在里昂第二次被捕，被关押在蒙吕克监狱，并在克劳斯·巴比的命令下被杀。
一些抵抗战士，特别是共产主义者，目睹他们的整个家庭被镇压和灭绝，如法比安上校。
有些人选择自杀是为了不在酷刑下坦白：如弗雷德·斯卡马罗尼、贝尔蒂·阿尔布雷希特、雅克·宾根、皮埃尔·布罗索莱特，也许还包括让·穆兰。其他人遭受酷刑，如里昂的维拉·拉什利纳、科西嘉岛的皮埃尔·格里菲和让·尼科利，被处决时没有说话。还有一些人在马基的激烈战斗中手持武器战死，如维科尔的作家让·普雷沃斯特（Jean Prévost）和热尔的伯纳德·阿米奥特（Bernard Amiot）。那些见证法国解放的战士经常选择继续战斗，加入正规军对第三帝国进行最后打击，有时甚至失去生命，比如1944年底在孚日前线被地雷炸死的法比安上校。
镇压的抵抗受害者人数很难准确确定，但它充分证明了《游击队之歌》的著名歌词：
明天，黑色的血液将在阳光灿烂的道路上干涸
朋友，如果你跌倒了，一个朋友会代替你走出阴影。

歌唱同伴，在夜晚自由倾听我们的声音！

## 统计
抵抗运动的确切人数不容易确定。事实上，“抵抗”的定义因历史学家而异。历史学家弗朗索瓦·马尔科提出了1944年初20万抵抗战士的数字，并估计有50万人实质上参与了抵抗，同时强调了这个问题非常微妙，只能是近似的。1945年后，退伍军人事务部根据非常精确和严格的标准，仅向32万人颁发了抵抗行为认证。

### 官方对应的抵抗人数
1945年后，法国约有60万人向退伍军人事务部提交了一份文件，证明他们在抵抗运动中的服务。其中，近32万人被正式确认为真正的抵抗者，仅占申请者的53%。其余47%的申请被拒绝，因为他们在抵抗运动中的服务被认为太短或意义不大。被拒绝的人主要是“最后一小时”的抵抗者，他们只在解放的最后几天拿起武器。
在32万名注册抵抗者中，退伍军人事务部正式区分了两种类型：
- “自愿抵抗战士”（CVR）卡持有人人数约263,000人。[60]

- “抵抗战士”卡持有人约56,000人。

#### 自愿抵抗战士
要被退伍军人事务部认证为“自愿抵抗战士”（CVR），必须满足以下4个条件中的至少一个：
- 在1944年6月6日之前，属于法国内务部队（FFI）至少90天；或战斗法国部队的认可组织，即抵抗网络（FFC）；或批准的内部抵抗运动（RIF）；或自由法国部队（FFL）。根据1993年1月4日的法律，所需的90天减少到80天[61]。此外，为了考虑到东部各省后来的解放，事务部没有保留1944年6月6日的日期，并确定了以下日期，直到可以考虑抵抗服务：下莱茵省：1945年5月15日；上莱茵省：1945年2月10日；摩泽尔省：1945年4月13日。

- 在有权领取伤残或死亡军事养恤金的条件下被处决、杀害或受伤，但前提是死亡或受伤是由于对占领者的抵抗活动造成的。

- 被驱逐到集中营或被拘留在监狱，完全是因为抵抗行为（DIR）。对于被拘留者，要求拘留期至少为90天。这一期限不适用于在拘留期间死亡的被拘留者或越狱者。

- 此外，在例外情况下，根据国家委员会的有利意见，可以承认“自愿抵抗战士”的身份，这些人虽然不属于上述组织（FFI、FFC、RIF、FFL），但提供证据证明他们在1944年6月6日之前至少90天内定期进行了有特征的抵抗行为。

总共约有263,000人至少满足这四个条件中的一个，并被退伍军人事务部正式认证为“自愿抵抗战士”（CVR）。
在这263,000人中，有205,000名内部抵抗成员和58,000名外部抵抗成员。在58,000名外部抵抗组织成员中，有52,000名FFL成员，但也有在德国进行抵抗行动的战俘、在海外省或国家或被敌人占领的外国领土上属于抵抗组织的人。
这263,000名经批准的抵抗战士有权佩戴一枚特殊奖章：抵抗志愿战士十字勋章。

#### 抵抗战士
在1944年6月6日之前不能在抵抗运动服役90天的抵抗战士不能被称为“自愿抵抗战士”（CVR）。然而，退伍军人事务部授予“抵抗战士”地位，条件是他们在1944年6月6日之前、1944年7月6日之后或1944年7月6日之前累计服役90天。
1944年6月6日盟军登陆诺曼底前几天或几周，有数千名法国人加入了抵抗运动。或者数万名法国人在宣布登陆时加入了FFI马基：他们在44年夏天的抵抗运动中服役，然后在44年9月加入正规军，加入了FFI团，这些团被派往德国大西洋口袋，直到1945年5月8日。
即使在1944年6月6日之后，所有这些人都可以证明90天的服务是合理的，其中一部分是抵抗运动的一部分，他们可以被证明是“抵抗战士”。他们的总数约为56,000人。
当然，这56,000名被认证为“抵抗战士”的抵抗战士无权佩戴“自愿抵抗战士十字勋章”。该奖章严格保留给1944年6月6日之前90天抵抗运动的持有者、抵抗运动的被拘留者和被驱逐者以及因抵抗行为而死伤的人。

### 对应抵抗运动战士的概况
约32万名抵抗战士（263,000名“自愿抵抗战士”和56,000名“抵抗战士”）的服务已由退伍军人事务部正式认证，分为五个组别：
- 法国内务部队（FFI）成员：男女共26万人。
- 在情报、行动或逃跑网络中工作的战斗法国部队（FFC）特工：男女共109,000人。
- 法国国内抵抗运动（RIF）成员，即各种抵抗运动的成员：男女共22,000人。
- 自由法国部队（FFL）人员：男女共52,000人。
- 被驱逐者和抵抗被拘留者（DIR），通常来自上述不同组别：男女共70,000人。

这5个组别的数量不能相加，因为抵抗人士可能已获得双重或三重认证，例如RIF、FFC和DIR。

### 抵抗运动死亡人数
长期以来，德国镇压的抵抗受害者人数一直是辩论甚至争论的主题:19-43。在1944年10月26日的《人道报》上，法国共产党领导人莫里斯·多列士（Maurice Thorez）提出仅塞纳省就有75,000人被枪杀，其他省有100,000人死亡的数字。1946年，作为竞选活动的一部分，法共降低了这一数字，在其广播讲话中提到“75,000名共产主义者被希特勒枪杀，或在纳粹监狱和监狱中死于酷刑”。这就是“75000人被枪杀党”神话的诞生。与此同时，戴高乐将军在1943年9月12日在奥朗的一次演讲中已经提到“55,000名法国人在行刑柱上被杀，超过100,000人死于敌人的营地和监狱”。:311944年12月27日的《战斗报》在一篇社论中宣布，“法国抵抗运动有10万人被枪杀，40万人被驱逐出境”。
在随后的几年中，这些数字通常会下降，但永远不能达成共识。因此，2005年，历史学家奥利维尔·维维奥卡（Olivier Wieviorka）在《二十世纪》杂志上发表的一篇文章中确定了以下统计数据：“在整个期间，FFL-FFI记录了78,000人死亡，此外还有60,000名因政治被驱逐者、75,000名因种族被驱逐者，30,000名被枪杀者和60,000名地面行动或屠杀受害者。”但与此同时，历史学家菲利普·比通质疑这些数字，并指出：“直到今天，在官方出版物和许多历史著作中，完全虚构的数字占主导地位。更不用说法共长期声称的“75000名被枪杀者”，到处都是[…]30000名被枪杀者的数字。
今天，通过检查被追授抵抗勋章的抵抗战士人数，可以做出相对准确的官方估计。该奖章授予在冲突中死亡的所有人（战死、被枪杀或在驱逐出境中死亡），条件是死亡是抵抗活动造成的。总共有近25,700名在战死、被枪杀或被驱逐出境的抵抗战士被追授抵抗勋章。每年，在受害者家属向国家提出申请后，一些新的抵抗勋章获得者会被列入名单。然而，只有25,700人死亡的数字明显被低估了。
事实上，最新的历史研究有助于进一步完善战争期间因国内抵抗活动而死亡的总人数，但无法确定完全准确的数字。镇压和战斗的抵抗受害者可以分为为六大类：
- 被德国军事法庭枪杀的人：这些法国人在被带到德国军事法庭后被判处死刑并被处决。1940年至1944年期间，德国军事法庭共审判了4379人，罪名如下：狙击手行为、与敌人勾结、间谍活动、拥有武器、反德示威、散发传单等。在4379名受审者中，2892人被枪杀；

- 被德国人处决的人质：这些人也被枪杀，但之前没有经过德国军事法庭审判。这些“以身作则”是为了报复抵抗军对德国军队的袭击而处决的。共有834人被处决，其中大部分是在1941年和1942年。然而，必须谨慎使用这一数字，因为并非所有被枪杀的人质都一定是抵抗战士：还包括了几十名犹太人，主要是共产主义者，其中许多人在1940年被共和国当局（在苏德互不侵犯条约的背景下）或维希政权逮捕，与抵抗德国人的活动无关。另外，在被枪杀的人质中约有50名戴高乐主义者；[63]

- 维希政权处决的人：共有218人被处决。分成两类。第一类，1941年和1942年被负责打击“共产主义或无政府主义活动”的“特别部门”处决的12人。第二类，1944年1月20日成立的约瑟夫·达尔南民兵军事法庭枪杀了206人。三分之二的判决是在里昂、安纳西和利摩日作出的。然而，并非所有这些人都一定是抵抗战士，例如在巴黎，民兵军事法庭处决了28名普通法囚犯，他们于1944年7月14日在桑特监狱叛变，原因与他们的拘留条件有关，与抵抗运动无关。

- 战死的抵抗战士：这些抵抗战士在与德国军队的战斗行动中死亡。1944年1月至9月期间，官方统计的13,679名在FFI服役的人在被德国人俘虏后不久死亡或即决处决（后者认为FFI不是正规战斗人员，而是“恐怖分子”，因此无权获得战俘身份）。考虑到1943年德国人和游击队之间也发生了一些战斗，可以估计在战斗中死亡的抵抗战士人数可能略高于14,000人；

- 被驱逐或拘留在德国死亡的抵抗战士：历史学家在20世纪70年代第二次世界大战历史委员会的评估中估计，长期以来，被驱逐和拘留的总人数约为65,000人。此后，这一数字大幅上升，目前接近89,000[64]。其中包括从法国领土被驱逐到第三帝国集中营和监狱的66,900人；以及27,000名摩泽尔人和阿尔萨斯人从阿尔萨斯-摩泽尔地区吞并后被驱逐或拘留在帝国[65]。然而，并非所有人都因抵抗行为而被驱逐或拘留。事实上，历史学家在66,900名离开法国的人中确定了三种类型的被驱逐者和被拘留者：首先，56%是有组织抵抗运动（网络、运动和马基）的成员，即近37,500名被驱逐者与被拘留者[64]；其次，21%是平民抵抗运动的成员（STO的顽固派、反德观点和行为、帮助被追捕者和盟军飞行员、收听BBC等），即近14,000名被驱逐者和被拘留者[64]；最后，23%并非抵抗人士（主要是人质，50%是围捕的受害者，22%是普通罪犯，13%是狩猎武器的持有者，不抵抗的共产主义者、犹太人、与占领者的微妙合作者等），即近15,400名被驱逐者和被拘留者[64]。在阿尔萨斯-摩泽尔地区的27,000名被驱逐者和被拘留者中，约23%属于阿尔萨斯-摩泽尔有组织的抵抗运动，约6,200名抵抗运动成员；约23%属于平民抵抗者[65]。根据最近的研究，离开法国的有组织抵抗运动成员的被驱逐者和被拘留者的死亡率约为39%（超过14,600人死亡），而平民抵抗运动成员的死亡率约为31%（超过4,300人死亡）。因此，可以获得近19,000名来自法国的被驱逐者和被拘留者，他们死于针对占领者的抵抗活动（有组织或民间）。在阿尔萨斯-摩泽尔地区有组织和民间抵抗运动的12,000名被驱逐者和被拘留者中，死亡人数可能也超过三分之一，约4200人死亡。

- 从法国逃走的人在西班牙被枪杀或者死亡：1940年至1944年间，近33,000名法国人通过穿越比利牛斯山脉经由西班牙前往北非，其中23,000人随后加入了FFL或法国军队，重新开始与德国人作战。在穿越西班牙期间，数千人被西班牙当局逮捕，并被关押在西班牙监狱和集中营数周或数月。据估计，其中130人死亡。此外，大约320名法国人在穿越比利牛斯山脉时被占领者枪杀，750人在山区失踪。总共有1,220人死亡，他们在1945年后被批准为抵抗战士。

总而言之，德国军事法庭和维希枪杀的所有死亡抵抗战士（超过3,000人）；作为FFI在战斗中死亡的抵抗战士（超过14,000人）；从法国被驱逐或拘留在德国的死亡抵抗战士（近19,000人来自有组织的民间抵抗）；被驱逐或拘留在阿尔萨斯-摩泽尔地区的死亡抵抗战士（4,300多名来自有组织的民间抵抗）；以及1,220名抵抗战士在经由西班牙逃离法国时死亡，法国国内抵抗运动导致约41,500名抵抗战士死亡。

## 纪念

### 档案
秘密并不能阻止抵抗运动“拥有丰富的书面文件来源”，当无法再隐藏时，有时有必要销毁这些文件来源，但它们“以一种独特的方式组织起来”，因为“一旦敌对行动结束，就有一项收集档案的巨大任务”。在官方档案和公共服务中，增加了“从抵抗运动本身收集的内部来源”，并与他们的运动交叉进行。

### 史学
1944年10月解放后，临时政府成立了两个机构，并于1951年合并为第二次世界大战历史委员会（CH2GM），出版了《第二次大战历史评论》，从而使抵抗历史的书写制度化。CH2GM管理委员会由吕西安·费夫尔担任主席。它的秘书长亨利·米歇尔（Henri Michel）是一位历史专家和前抵抗战士，是其中的关键角色。赋予这些机构的任务是建立行政档案、收集证词和积累材料，作为未来历史的原材料。亨利·米歇尔建立了一个省级通讯员网络。
在这项机构工作的同时，战后几年，抵抗运动的主要参与者埃马纽埃尔·达斯捷、雷米上校、皮埃尔·德·贝努维尔、费尔南·格勒尼耶等出版了早期纪念著作。在共产主义方面，我们必须等到20世纪60年代和70年代，才能看到夏尔·狄戎、奥古斯特·勒克尔、罗歇·帕内坎、阿尔贝·乌祖利亚斯、克劳德·莱维（生物学家）或米萨克·马努尚遗孀的故事。
记忆的工作受到了以下事实的阻碍：马基战士必须迅速向他们帮助恢复的司法系统负责，而1951年1月5日的大赦法正在制定中，这一点几乎没有得到澄清，这一点得到了让-马里·德格朗热（Jean-Marie Desgranges）的小册子和马塞尔·艾梅（Marcel Aymé）的讽刺小说《天王星》（Uranus）的成功推动。1946年，全国保卫被监禁爱国者委员会主席皮埃尔·维永（Pierre Villon）提到了2000名前抵抗战士，他们被临时拘留，等待审判。1948年3月，在第戎对14名前抵抗战士的审判中，《人道报》注意到1944年他们被指控抢劫和谋杀，司法“今天正在追捕英雄，因为事实本身——消灭敌方特工，征用合作者和贩运者——使他们成为英雄”。
洛朗·杜祖（Laurent Douzou）在2006年估计，1945年至1960年期间的历史作品，无论是CH2GM历史学家的作品还是法国大学出版社（Press Universitaires de France）等出版商的作品，都有意偏爱演员的话和记忆，有时有可能表现为虔诚的叙述。他认为，一些强有力的想法指导着这部丰富的作品：保存与秘密事实有关的更脆弱的记忆，纪念死者，捍卫抵抗的价值观。
吕西安·费夫尔（Lucien Febvre）随后将这一趋势理论化，认为抵抗运动的参与者“不仅有权利，而且有义务、绝对义务、紧迫义务向他们翻译真相”，并提到这些抵抗运动也求助于他们的私人档案。此外，几乎没有其他来源，官方档案被关闭，尽管历史学家可以要求查阅。1954年，奥古斯特·勒克尔在担任莫里斯·多列士（Maurice Thorez）的继任者时，以非常矛盾的方式被驱逐出PCF领导层，这很快导致他写了一些书，严厉批评自己政党的史学，特别是1963年的自传《游击队》（Le Partisan），该自传由他的个人档案支持。此后不久，共产主义抵抗运动的其他领导人也这样做，包括夏尔·狄戎。
60年代末，大学大量接管了历史研究。1974年，在CH2GM组织的一次会议上，抵抗运动帕斯卡尔·科波指责历史学家以冷酷和无实体的方式写作。正是在这一时期，亨利·诺盖尔（Henri Noguères，1967年）和阿兰·介朗（Alain Guérin，1972年）的两部作品出现了，这两部作品在很长一段时间内都是经典作品，但属于口头证词的特权。20世纪70年代，通过大量研究法国特定抵抗运动或地区的论文，出现了一个转折点：多米尼克·韦永（Dominique Veillon）关于自由射手的论文，勒内·贝达里达（Renée Bédarida）关于基督教证人的论文，斯特凡纳·库尔图瓦（Stéphane Courtois）关于法国共产党的论文，奥利维尔·维维奥卡（Olivier Wieviorka）关于保卫法国运动，洛朗·杜祖（Laurent Douzou）关于南部解放运动，雅克利娜·圣克利维耶关于上布列塔尼地区抵抗运动，皮埃尔·拉博里关于洛特省抵抗运动。
这也是一个时刻，为了捍卫让·穆兰的记忆，反对各种谣言和诽谤，他的前秘书丹尼尔·科尔迪耶（Daniel Cordier）拥有他的档案，开始了一部多卷的不朽传记作品。证人历史学家科尔迪耶的独创性在于，他拒绝使用口头证词和个人记忆，即使是他自己的，因为他认为这些证词和记忆太不精确，特别是在事实的年表方面，也太过被时间和追溯性争吵扭曲。科尔迪耶几乎不依赖书面记录，他通过重构（有时是残酷的）抵抗高峰时期可能存在的项目分歧和竞争，以及在戴高乐和自由法国的支持下应用伦敦指令和统一所带来的困难，导致许多前斗争同志的批评。
1980年，CH2GM转给了CNRS的研究单位“当代历史研究所”（Institut d‘Historire du Temps Présent）。亨利·米歇尔（Henri Michel）被边缘化，让位给了新一代没有经历过战争的研究人员。可以说，抵抗运动历史的书写现在已经正常化。采取了各种方法，分析调查或重新审查各种运动和网络，但也对妇女的地位采取了交叉的社会学方法，例如，外国人或德国士兵的地位，就抵抗的轮廓进行辩论，对武装抵抗以外的形式越来越感兴趣：包括人道主义、精神或民事运动。
奥利维耶·维维奥卡或洛朗·杜祖领导的一种抵抗人类学试图超越“英雄”抵抗者的形象，并试图重建抵抗者与恐惧、暴力、行动和承诺之间更复杂的关系。抵抗运动的历史化也意味着与戴高乐背后团结一致的抵抗运动愿景的决裂。战后的多种作战战略和计划现在正在重建，不再试图掩盖个人、政治或战略争吵，这些争吵甚至可能在同一运动中分裂。这也不妨碍人们质疑导致成立全国抵抗委员会（CNR）的特殊统一动态，这是被占领欧洲中一个无与伦比的机构。
在弗朗索瓦·马尔科（François Marcot）的指导下，100多名撰稿人，主要是学者，参与了2006年出版的《抵抗历史词典》，该词典综合了60年来积累的所有知识和正在进行的研究的多样性。

## 文化影响

### 抵抗歌曲
在第二次世界大战期间，“游击队之歌”是纳粹德国占领期间法国抵抗运动的国歌。这首音乐最初创作于1941年，由法国的安娜·马利（Anna Marly）创作，她是前俄罗斯移民，1940年离开法国前往伦敦。1943年5月17日，这首吹口哨的旋律成为英国广播公司播出的自由法国节目的呼号。法语歌词由约瑟夫·凯塞尔（Joseph Kessel）于1943年5月30日创作，他也是俄罗斯人。
1961年，歌手莫妮克·莫雷利（Monique Morelli）为歌曲《红色海报》（L'Affiche Rouge）配音，这首歌的标题是路易·阿拉贡（Louis Aragon）的诗《记忆的诗节》（Strophes pour Memorial），由莱奥·费雷（Léo Ferré）配乐。这篇文章是对“马努尚小组”的致敬，灵感来自诗人和抵抗战士米萨克·马努尚在1944年2月21日被处决前写给妻子梅莉内的最后一封信。

### 抵抗文学
基于对比利时、法国和波兰案例的比较分析的文学和历史学家分析，有助于确定秘密创作的文学作品的位置，其中大部分是在法国创作的，有时在战争期间在许多外国出版，如《沉静如海》，成为文学经典。
《沉静如海》是抵抗战士韦科尔（Vercors，本名让·布吕莱）的一部短篇小说，于1942年2月由《午夜编辑》（Editions de Minuit）秘密出版，成为围绕1941年发生情节的经典之作。1941年，一名热爱法国文化的德国军官征用了一个家庭的房子，并在爱国主义无法表达的客人面前抽象地谈论了民族和解和兄弟情谊。这本书在伦敦出版，并在法国流亡报纸《马赛曲》上连载。这个故事也在阿尔及利亚、塞内加尔、澳大利亚、瑞士、魁北克市、贝鲁特甚至纽约出版。作者甚至在他的花园里发现了它，作为英国皇家空军空降的“圣经纸小册子”。在阿尔及利亚，共产主义者怀疑作者是合作者，因为德国人的性格过于友好。同样，苏联作家伊利亚·爱伦堡（Ilya Ehrenbourg）在不认识作者的情况下，将其视为“一部挑衅作品，肯定是纳粹为盖世太保的醉酒行动而写的”。
解放时，保尔·艾吕雅被誉为国内抵抗运动的伟大诗人。早在1941年，他的第一部作品就出现在《秘密》杂志上，抨击了合作。他和其他伟大艺术家一起将1931年的殖民地博览会描述为“骷髅狂欢节”，并呼吁“立即撤离殖民地”，随后对犯罪进行审判，他基于格尔尼卡大轰炸写了《格尔尼卡的胜利》，成为毕加索的密友。然后在战争期间，出于与韦科尔相同的原因，在这些殖民地出版和阅读。
路易·阿拉贡（Louis Aragon）想将《共产党人》（Les Communistes）献给他，这是一部写于1948年至1951年的《真实世界》小说，其情节从1939年2月延伸至1940年6月。然而，这项工作仍然没有完成：作者最初希望将内容延长到1945年，但最终于1940年6月停止。然而，通过这个故事，他想让他的作品成为一幅伟大的历史壁画，就像埃米尔·左拉在《卢贡-马卡尔家族》和维克多·雨果在《世纪传奇》中所描绘的那样。这是1949年春天由法共发起的“书之战”期间提出的两本书之一，阿拉贡是其中的一员。讲述整个第二次世界大战的最初计划在六卷结束时被放弃，最后两卷于1951年4月出版，原因是1941年5月至6月北部-加莱海峡省十万矿工爱国罢工的记忆冲突。

### 抵抗电影
在占领期间，电影一直是“法国人最大的分心”，有许多“容易摊销的电影”，1940年至1944年期间有220部故事片，其中最大的一部是1942年至1943年，由于文化孤立主义：美国电影，曾经战前法国消费的最大份额，被禁止。只有德国和意大利电影可以进入法国，但观众回避他们，更喜欢本国的电影，尽管战前许多伟大的电影制作人（如让·雷诺阿、勒内·克莱尔、朱利安·迪维维耶）已经离开法国前往美国。该行业几乎没有合作，其净化将“非常有限”。
战后不久，法国电影的特点是原材料短缺，特别是电影和能源短缺，这迫使其重新启动生产，确保美国电影不会通过垄断来取代德国的审查制度。成立了一个电影制作人合作社，其第一部电影提供了在地下拍摄的法国抵抗的图像，有时与法国电影解放委员会（CLCF）合作。官方的武装部队电影服务局（SCA）致力于自由法国的英雄形象，经常掩盖法国抵抗运动的角色。
皮埃尔·布拉瑟尔（Pierre Brasseur）在《杰里科》（Jericho，1946年）或塞尔日·雷贾尼（Serge Reggiani）在《夜之门》（Les Portes de la Nuit，1946）中扮演的叛徒有一张可恨的脸，似乎是个例外。STO很少被提及，法兰西民兵在最初几年并不如此。后来，克鲁佐（Clouzot）或卡亚特（Cayatte）等电影制作人对一些FFI描绘了一幅不那么耀眼的画面，而奥唐-拉腊（Autant Lara）也毫不犹豫地在《穿越巴黎》（1956）中描绘了黑市和足智多谋的小细节。大约在同一时间，罗伯特·布列松（Robert Bresson）对时间的气氛漠不关心，将《一个被判死刑的人逃走了》作为一种精神冒险。
1958年戴高乐回归后，抵抗主题再次出现在银幕上。商业电影融合了戴高乐的历史观，它不怕与共产主义记忆妥协。那么《巴黎会燃烧吗？》（1966），“抵抗运动的作用是否根据其随后的政治轨迹重新评估”。可以强调维希政权形象的再现，如《莱茵河通道》（1960年），其中人群依次为贝当和戴高乐欢呼。《大拖把》（1966年）等电影的喜剧形式将抵抗的法国从英雄扩展到普通法国人，并暗示了一种一致性，这种一致性将在五月风暴中击败，戴高乐将军离去。
与罗伯特·帕克斯顿（Robert Paxton）关于维希（Vichy）的著作同时，《悲伤与怜悯》（1971年）指出了法国的反犹太主义，并谴责官方历史对抵抗理想的没收。卡桑蒂的《红色海报》（1976年）、吉尔松的《旅》（1975年）和莫斯科的纪录片《退休的恐怖分子》聚焦于当时相对默默无闻的外国抵抗运动。1974年，路易·马莱（Louis Malle）的《拉孔布·吕西安》（Lacombe Lucien）引起了丑闻和争议，因为对电影主角的合作行为缺乏道德判断。同一位导演后来在《再见孩子》（1987）中提到了天主教牧师隐藏犹太儿童的抵抗。在20世纪80年代更为平静的背景下，雅克·勒纳尔（Jacques Renard）的《布朗什和玛丽》（Blanche et Marie，1984）讲述了工人阶级妇女的抵抗。后来，《非常谨慎的英雄》（1996）表明，许多英雄可能只是冒名顶替者。一年后，克劳德·贝里（Claude Berri）从抵抗运动的一位神话人物那里获得灵感，以美国传记片的方式介绍露西·奥布拉克（Lucie Aubrac）。因此，自20世纪70年代以来，法兰西民兵和其他合作者的背叛和作用，以及抵抗运动的模糊性和分裂性，逐渐并广泛地在法国电影中出现，远远超出英雄的愿景。1969年，让-皮埃尔·梅尔维尔（Jean-Pierre Melville）的《影子军团》（Armée des Ombres）开始了这种观点的转变。

### 致敬
位于维希附近的特龙塞森林中的一棵著名橡树在法兰西国时期得名。解放后，这棵树被重新命名为“抵抗橡树”。

### 传说和神话的理论解释
在战后初期，当抵抗战士在建立各种退伍军人友好组织的同时接管权力场所时，当时极右翼的一部分人站在贝当和维希政权一边，反对当时的“胜利者”，简言之，他们是前抵抗军，并在“野蛮清洗”之后使用“抵抗神话”一词。这些是在占领的最后几年和解放期间震撼法国的准内战的最新动荡。
历史学家亨利·鲁索（Henry Rousso）在1987年提出了抵抗主义理论，认为一个神话主要由戴高乐主义者和共产主义者发展。据他说，根据这个神话，自第二次世界大战开始以来，法国人一致自然地进行了抵抗。
艾瑞克·霍布斯邦（Eric Hobsbawm）说：“戴高乐将军致力于重建法国，其基础是一个神话：从根本上说，永恒的法国从未接受失败。他不得不说，抵抗是一种虚张声势，且已经奏效了。”
根据历史方法处理抵抗运动和维希政权并不妨碍同时发展传说和维持神话。传说是真实的，但满足了赋予被认为具有启示意义的体验意义的需要。所有类型的纪念仪式、博物馆建筑和纪念碑都必须归入这一类别。与传说不同的是，传说在不同的地方、文化和时间培养了对抵抗的多方面记忆，神话只保留了这个故事的一些元素，并使其正常化。诗人皮埃尔·埃马纽埃尔（Pierre Emmanuel）本人也是一名抵抗者，他在1945年宣称，“我们必须更大胆，从符号到神话……根据这些伟大的历史闪电，揭示了几个世纪的继承和文明的顺序。”因此，安德烈·马尔罗（André Malraux）在主持将让·穆兰（Jean Moulin）的骨灰转移到先贤祠的仪式时，他的悲惨咒语与一个神话的阐述有关，即法国被认为是一张被折磨的“可怜的、无形的脸”。
战后，PCF成为“75000名被枪杀者的政党”，尽管并非所有人都是共产主义者。例如，该党从沙托布里扬的处决等事件中获利。
法国前总统雅克·希拉克（Jacques Chirac）摧毁了整个法国团结抵抗的神话，这是法国接受自己历史的一大步。1995年7月16日，在冬赛馆事件周年之际，他宣布：
这些黑暗时刻永远玷污了我们的历史，是对我们过去和传统的侮辱。是的，占领者的犯罪疯狂得到了法国人和法国政府的支持。53年前，1942年7月16日，450名法国警察和宪兵在其领导人的领导下满足了纳粹的要求。当天清晨，在首都和巴黎地区，近万名犹太男子、妇女和儿童在家中被捕，并聚集在警察局。[……]法国，启蒙运动和人权的故乡，欢迎和庇护之地，法国在这一天犯下了无法弥补的罪行。她违背了自己的诺言，把她的门徒交给了他们的刽子手。

## 法国抵抗运动相关年表
法国抵抗运动跟第二次世界大战的进程息息相关。
- 1938年9月30日，签订慕尼黑协定
- 1939年8月23日，签订苏德互不侵犯条约
- 1939年9月3日，德国入侵波兰，英国和法国向德国宣战，但行动消极，出现了静坐战争
- 1940年5月10日：德军开始进攻法国领土。
- 1940年6月17日：贝当元帅呼吁停止战斗并要求停战；
- 1940年6月18日：戴高乐将军的呼吁：军队和武器专家被邀请到伦敦与他一起继续战斗；
- 1940年6月22日：在雷通德空地签署法德停战协定；
- 1940年7月11日：贝当元帅就任法兰西国元首。
- 1940年10月24日：贝当和希特勒在卢瓦河畔蒙图瓦尔确定了政治合作原则。
- 1941年6月22日：德国入侵苏联。
- 1941年12月8日：日本偷袭珍珠港的第二天，美国参战。
- 1942年8月28日：在里昂，戴高乐将军代表让·穆兰和德莱斯特兰将军首次会面；
- 1942年9月：由德莱斯特兰将军任命的秘密军队地区领导人接受委任；
- 1942年9月4日：维希法国引入STO（义务劳动服务）；
- 1942年11月8日：火炬行动：美国在北非登陆。
- 1942年11月11日：德军入侵自由区。
- 1942年12月14日：卡萨比安卡号潜艇抵达科西嘉岛执行秘密珍珠港任务，准备登陆。
- 1943年1月30日：法兰西民兵成立，正式取代停战军，但发现自己需要镇压抵抗运动；
- 1943年2月2日：德军在斯大林格勒投降。
- 1943年2月16日：第二次STO法案
- 1943年9月9日：潜艇卡萨比安卡号载着法国北非突击营在科西嘉岛登陆；
- 1943年10月4日：科西嘉岛从意大利-德国占领者手中完全解放（法国本土第一个解放的部分）；
- 1944年6月6日：盟军登陆诺曼底。
- 1944年8月15日：盟军在普罗旺斯登陆；
- 1944年8月24日：法国第二装甲师和第九连（以西班牙共和国流亡士兵为主）抵达巴黎；
- 1944年11月23日：第二装甲师解放斯特拉斯堡。
- 1945年5月8日：德国投降。